# Yōko Hikasa
Yōko Hikasa (日笠陽子 Hikasa Yōko?) es una seiyū y cantante japonesa, conocida por prestar su voz a personajes como Yoh Asakura en Shaman King, Atom en Pluto, Kyōko Kirigiri en Danganronpa, Mio Akiyama en K-On!, Rias Gremory en High School DxD, Tomoe Udagawa en BanG Dream! Girls Band Party! y Emilie en Genshin Impact entre otros.
Actualmente es la presidenta y directora ejecutiva de la agencia de representación i.nari.

## Biografía
Hikasa nació el 16 de julio de 1985 en la Prefectura de Kanagawa, Japón. Después de ver Sailor Moon y Neon Genesis Evangelion, Hikasa se sintió inspirada a convertirse en actriz de voz al admirar a Kotono Mitsuishi, quien interpretó a dos personajes completamente distintos: Usagi Tsukino y Misato Katsuragi. Tras graduarse de la preparatoria, asistió simultáneamente a una escuela técnica de confección y al Instituto de Actuación para Narración de Japón. Mientras era estudiante del curso principal, aprobó una “audición gratuita para el entrenamiento de nuevos talentos” y fue seleccionada como becaria especial. En 2006, se unió a la agencia I'm Enterprise.
En 2007, hizo su debut en el anime interpretando a Minamo Negishi en Sketchbook: Full Color's. En 2009, ganó notoriedad al dar voz a Mio Akiyama en K-On!, lo que la llevó gradualmente a interpretar papeles más importantes. Posteriormente, tuvo su primer papel protagónico en un anime en julio de 2010, interpretando a Maya Jindō en Seikimatsu Occult Gakuin.
El 6 de marzo de 2010, en la 4.ª edición de los Seiyū Awards, recibió el premio a Mejor interpretación musical junto con Aki Toyosaki, Satomi Satō, Minako Kotobuki y Ayana Taketatsu como parte de la unidad "After School Tea Time", formada dentro de la serie K-On!.
También es conocida por ser la creadora de la popular expresión "Tehepero" (てへぺろ?), que ganó el Premio de Oro en el Concurso de Palabras de Moda entre Chicas de Secundaria y Preparatoria en 2012.
El 8 de diciembre de 2012, durante la conferencia de prensa de producción del anime Shingeki no Kyojin, se anunció que cantaría el tema de cierre de la serie y que comenzaría su carrera como cantante. Posteriormente, el 8 de mayo de 2013, lanzó su sencillo debut "Utsukushiki Zankoku na Sekai" (美しき残酷な世界?), tema de cierre de Shingeki no Kyojin, a través del sello Pony Canyon. A partir de ese lanzamiento, publicó CDs durante tres meses consecutivos. El 27 de octubre de ese mismo año realizó su primer concierto en solitario, titulado Glamorous Live, en STUDIO COAST. Luego, a partir de octubre de 2014, llevó a cabo una gira de conciertos en tres ciudades, incluyendo Tokio y Osaka.
El 30 de diciembre de 2015, anunció en su blog personal que se había casado durante ese mismo año.
El 20 de enero de 2023, informó a través de su blog que había dejado la agencia I'm Enterprise y que comenzaría a trabajar como autónoma.
El 5 de septiembre de 2024, anunció la creación de su propia agencia de representación para actores de voz, "i.nari Co., Ltd." (株式会社i.nari?), y que se uniría a ella como artista afiliada.
En 2025, recibió el premio a Mejor Actriz de Reparto en la 19.ª edición de los Seiyū Awards.

## Vida personal
Apodos
El apodo favorito de la propia Hikasa, "Hiyocchi", fue ideado por Sayuri Furukawa, quien fue compañera suya en la agencia. Otros colegas del mundo del doblaje la llaman también "Pikasha", "Hiyo-chan", o "Hiyo-san".
Infancia y personalidad
Durante los seis años que cursó la secundaria y la preparatoria, formó parte del club de sóftbol. En primer año de secundaria jugó como jardinera central, y más adelante ocupó las posiciones de campocorto y lanzadora. Es lanzadora derecha y bateadora zurda. También pasaba sus recreos en la biblioteca y llegó a ser presidenta del comité de biblioteca. Aunque tiene una personalidad alegre, también es conocida por ser muy emotiva y llorar fácilmente. Se le considera seria y dedicada, y durante eventos y programas de radio muestra un gran sentido del entretenimiento. Sin embargo, ella misma se describe como tímida.
"Tehepero"
Desde 2009, comenzó a popularizar su broma personal “Tehepero (てへぺろ?) (・ω<)”, una expresión que combina una risa ligera (“tehe”) con el gesto de sacar la lengua (“pero”), utilizada típicamente tras cometer un error de forma simpática. Empezó a usarla frecuentemente en radios y blogs, y gradualmente se difundió entre otros actores de voz. La expresión fue elegida como Palabra de moda del año 2009 en la primera edición del ranking del Seiyū Grand Prix Web, y Hikasa fue reconocida como su creadora. En 2011, la cantante Azusa Mitsu compuso una canción original corta titulada "Tehepero no Uta" (てへぺろのうた?).
Además, figuras como Mayu Watanabe, de AKB48, y Tetsu Kaneda, del dúo cómico Hannya, también comenzaron a usarla, y se volvió común en blogs de chicas adolescentes. Ese mismo año, la expresión fue galardonada con el Premio de Plata en los Premios de Palabras de Moda en Móviles de Chicas de Secundaria y Preparatoria, y ocupó el segundo lugar en el ranking de Palabras de Moda de las Gals – GRP AWARD 2011. La expresión “tehepero” fue mencionada en varios programas de televisión, como Newscaster: Joho 7 Days, emitido el mismo día del estreno de la película de K-On! el 3 de diciembre, Mezamashi TV, el 5 de diciembre, y Hanamaru Market, el 9 de diciembre, donde incluso apareció en video.
En febrero de 2012, comenzó a usarse en los anuncios de la popular serie de comerciales de SoftBank Shirato-ka. También apareció en secciones humorísticas como Shōten, el 15 de abril, y The Quiz God, el 29 de junio. Finalmente, fue incluida en la edición 2013 del libro de referencia “Diccionario de Términos Contemporáneos”, y en diciembre de 2012 recibió el Premio de Oro en los Premios de Palabras de Moda en Móviles de Chicas de Secundaria y Preparatoria.

### Aficiones y habilidades especiales
Una de sus principales aficiones es la cocina. Ha asistido a clases de cocina y también practica la jardinería en casa, cultivando sus propios alimentos. Posee certificaciones como coordinadora de alimentos naturales, e instructora en educación alimentaria, y con frecuencia comparte sus platos caseros en su blog. Además, ha demostrado sus habilidades culinarias en programas de televisión como parte de distintas secciones o concursos.
Su habilidad especial es la costura. También cuenta con certificaciones en otras áreas, como caligrafía japonesa, nivel 3 en pincel y bolígrafo, y aromaterapia, nivel 2. Estas habilidades han sido aprovechadas en programas como NHK Kōkōkoza ''Shodō I'', donde participó regularmente.
Es una entusiasta del entrenamiento físico y realiza rutinas en un gimnasio personal. Además, lleva un control cuidadoso de su alimentación, incluyendo dietas bajas en carbohidratos y el consumo de proteínas para mantenerse en forma.

### Actividad como actriz de voz
Su voz ha sido descrita como fresca, con un tono frío y transparente, pero que al mismo tiempo transmite fuerza y determinación.
A menudo interpreta personajes con una voz firme y decidida, y conforme ha avanzado en su carrera, ha asumido con mayor frecuencia papeles de hermanas mayores, madres, o figuras que actúan como mentoras que cuidan a los demás. Su versatilidad le ha permitido participar en una gran variedad de roles en múltiples obras. Además del anime, también trabaja en doblaje y narración.
Hikasa considera que la actuación en el doblaje es un trabajo en conjunto, entre personas, por lo que evita construir a fondo un personaje de forma individual sin considerar el trabajo en equipo.
Una de las obras más memorables para ella es su debut en televisión con Sketchbook: Full Color's como Minamo Negishi. Durante la audición actuó con mucha energía y fue precisamente esa vitalidad la que convenció a los evaluadores, quienes le pidieron que mantuviera ese mismo entusiasmo para el papel.
En K-On!, al igual que su personaje, participó en actividades reales de banda musical. Aunque Hikasa es diestra, tocó un bajo para zurdos para coincidir con la imagen de su personaje, además de encargarse también de la voz principal. A pesar de ser un reto, afirma que lo disfrutó mucho.
En Kingdom, una serie en la que participa desde 2012, comenta que siente una gran gratitud por poder interpretar el mismo personaje durante tanto tiempo, incluso desde una etapa cercana a su debut, aprendiendo y creciendo con él.
También ha interpretado con frecuencia roles de cantantes en obras como Senki Zesshō Symphogear, como Maria Cadenzavna Eve, y la serie Aikatsu!, como Elsa Forte/Hibiki Tenshō.
Además, ha interpretado personajes masculinos, como Yoh Asakura y Hana Asakura en Shaman King, y Atom en Pluto. Hikasa afirma que no se limita a "bajar el tono de su voz" por ser un personaje masculino, sino que prefiere actuar desde el corazón, captando la esencia del personaje.

### Actividad como cantante
Desde sus inicios como novata, Hikasa ha sido reconocida por su talento vocal, y siempre ha demostrado un fuerte entusiasmo por el canto. Incluso tres años antes de su debut como cantante, ya había recibido ofertas, especialmente durante su participación en K-On!. Varios productores la abordaron en distintas ocasiones para proponerle un debut, pero ella los rechazó cada vez.

En sus propias palabras:
“Hay muchas personas que se dedican únicamente a la música y lo dan todo por ella. Yo, en cambio, he apostado mi vida a la actuación... y eso me hacía dudar, me preguntaba: ¿realmente debería hacerlo?”
El cambio de actitud llegó con su participación en la unidad musical RO-KYU-BU!, formada para el anime Ro-Kyu-Bu!. Esta experiencia fue un punto de inflexión para ella: disfrutó profundamente de las presentaciones en vivo y la experiencia musical en general, lo que la llevó a querer volver a cantar en el escenario.

Conmovida por la persistencia y sinceridad del productor que seguía invitándola a debutar, Hikasa finalmente decidió aceptar, pensando que:
“Si me voy a arrepentir, prefiero hacerlo por haberlo intentado que por no haberlo hecho”.
Antes de su debut oficial ya había interpretado numerosas canciones de personajes, pero solo se limitaba a ir al estudio a grabarlas, sin involucrarse en el proceso de producción. Fue tras debutar como solista cuando pudo experimentar por primera vez el complejo trabajo de producción musical, comprendiendo el esfuerzo y cuidado que implica cada paso del proceso. Por ello, ha declarado que no lanzará ningún CD bajo su nombre si no está completamente satisfecha con el resultado.
Su proyecto en solitario comenzó oficialmente el 8 de mayo de 2013, pero fue planeado desde aproximadamente un año y medio antes. Su primer álbum, Glamorous Songs, incluyó temas compuestos por reconocidos artistas como Tetsuya Komuro, en su primera colaboración con una seiyū, y Shiina Nagano, del dúo musical TWO-MIX, que forma junto a Minami Takayama.
Tras su gira de conciertos, no ha retomado su carrera solista de manera formal, pero participó en el proyecto de versiones CrosSing, donde interpretó los covers de “Over Soul” (2022) y “TESTAMENT” (2023).

## Filmografía
Los papeles principales están en negrita

### Anime

#### Series de televisión
| Año  | Título | Rol                                                             | Refs.   |
| ---- | --- | --------------------------------------------------------------- | ------- |
| 1996 | Detective Conan                                                                                                   | An Ōide; Yayoi Itō                                              | [ 8 ]   |
| 2007 | Sketchbook: Full Color's                                                                                          | Minamo Negishi                                                  | [ 57 ]  |
| 2007 | Shinreigari | Niña de escuela primaria B                                      | [ 8 ]   |
| 2008 | Ikki Tōsen: Great Guardians                                                                                       | Chica B                                                         | [ 8 ]   |
| 2008 | Monochrome Factor                                                                                                 | Estudiante                                                      | [ 8 ]   |
| 2008 | Toradora! | Estudiante                                                      | [ 8 ]   |
| 2008 | Clannad: After Story                                                                                              | Estudiante                                                      | [ 8 ]   |
| 2009 | Asura Cryin' | Ritsu Shioizumi                                                 | [ 8 ]   |
| 2009 | K-On! | Mio Akiyama                                                     | [ 58 ]  |
| 2009 | Basquash! | Niña B; Nyapico                                                 | [ 8 ]   |
| 2009 | Tetsuwan Birdy: Decode 02                                                                                         | Doncella del Santuario                                          | [ 8 ]   |
| 2009 | Umineko no Naku Koro ni                                                                                           | Satan                                                           | [ 8 ]   |
| 2009 | Yoku Wakaru Gendai Mahō                                                                                           | Mio Kisaragi; Oficial                                           | [ 8 ]   |
| 2009 | Asura Cryin' 2 | Ritsu Shioizumi                                                 | [ 8 ]   |
| 2009 | Nogizaka Haruka no Himitsu Purezza ♪                                                                              | Iwai Hinasaki; Yayoi Kayahara                                   | [ 8 ]   |
| 2010 | Chu-bra!! | Kiyono Amahara                                                  | [ 8 ]   |
| 2010 | Seikon no Qwaser                                                                                                  | Hana Katsuragi                                                  | [ 59 ]  |
| 2010 | Ichiban Ushiro no Dai Maō                                                                                         | Junko Hattori                                                   | [ 60 ]  |
| 2010 | Working!! | Izumi Takanashi                                                 | [ 8 ]   |
| 2010 | K-On!! | Mio Akiyama                                                     | [ 58 ]  |
| 2010 | Uragiri wa Boku no Namae o Shitteiru                                                                              | Rina                                                            | [ 8 ]   |
| 2010 | Sekirei: Pure Engagement                                                                                          | Yashima                                                         | [ 8 ]   |
| 2010 | Seitokai Yakuindomo                                                                                               | Shino Amakusa                                                   | [ 8 ]   |
| 2010 | Seikimatsu Occult Gakuin                                                                                          | Maya Kumashiro                                                  | [ 8 ]   |
| 2010 | Stitch!: Zutto Saikō no Tomodachi                                                                                 | Reika                                                           | [ 8 ]   |
| 2010 | MonHun Nikki Girigiri Airō Mura: Airō Kiki Ippatsu                                                                | Nyasuta                                                         | [ 8 ]   |
| 2010 | Sora no Otoshimono Forte                                                                                          | Hiyori Kazane                                                   | [ 8 ]   |
| 2010 | Kakko Kawaii Sengen!                                                                                              | Kao-chan                                                        | [ 8 ]   |
| 2011 | Rio: Rainbow Gate!                                                                                                | Linda                                                           | [ 8 ]   |
| 2011 | IS: Infinite Stratos                                                                                              | Hōki Shinonono                                                  | [ 8 ]   |
| 2011 | Beelzebub | Azusa Fujisaki                                                  | [ 8 ]   |
| 2011 | Kore wa Zombie Desu ka?                                                                                           | Seraphim                                                        | [ 8 ]   |
| 2011 | Dog Days | Brioche d'Arquien                                               | [ 8 ]   |
| 2011 | Hanasaku Iroha | Enishi Shijima (niño)                                           | [ 8 ]   |
| 2011 | Seikon no Qwaser II                                                                                               | Hana Katsuragi                                                  | [ 61 ]  |
| 2011 | Moshidora | Minami Kawashima                                                | [ 8 ]   |
| 2011 | MonHun Nikki Girigiri Airō Mura G                                                                                 | Nyasuta                                                         | [ 8 ]   |
| 2011 | Ro-Kyu-Bu! | Saki Nagatsuka                                                  | [ 8 ]   |
| 2011 | Nurarihyon no Mago: Sennen Makyō                                                                                  | Daughter Kyokotsu                                               | [ 8 ]   |
| 2011 | Manyū Hikenchō | Ōme                                                             | [ 8 ]   |
| 2011 | Working'!! | Izumi Takanashi                                                 | [ 8 ]   |
| 2012 | High School DxD                                                                                                   | Rias Gremory                                                    | [ 62 ]  |
| 2012 | Mōretsu Pirates                                                                                                   | Lynn Lambretta                                                  | [ 8 ]   |
| 2012 | Danshi Kōkōsei no Nichijō                                                                                         | Yassan                                                          | [ 63 ]  |
| 2012 | Inu x Boku SS | Nobara Yukinokōji                                               | [ 8 ]   |
| 2012 | Gokujo.: Gokurakuin Joshikō Ryō Monogatari                                                                        | Aya Akabane                                                     | [ 8 ]   |
| 2012 | Kore wa Zombie Desu ka? of the Dead                                                                               | Seraphim                                                        | [ 8 ]   |
| 2012 | Sengoku Collection                                                                                                | Mitsuhide "Vengeful Fang" Akechi                                | [ 8 ]   |
| 2012 | Phi Brain: Kami no Puzzle - Orpheus Order-hen                                                                     | Mizerka                                                         | [ 8 ]   |
| 2012 | Hyōka | Vicepresidenta de la Sociedad de Investigación de Cuestionarios | [ 8 ]   |
| 2012 | Kingdom | Qiang Lei                                                       | [ 8 ]   |
| 2012 | Muv-Luv Alternative: Total Eclipse                                                                                | Niram Rawamunando                                               | [ 8 ]   |
| 2012 | Campione! Matsurowanu Kamigami to Kamigoroshi no Maō                                                              | Erica Blandelli                                                 | [ 8 ]   |
| 2012 | Hagure Yūsha no Estetica                                                                                          | Miu Ōsawa                                                       | [ 64 ]  |
| 2012 | Koi to Senkyo to Chocolate                                                                                        | Kimika Haida                                                    | [ 8 ]   |
| 2012 | Dog Days' | Brioche d'Arquien                                               | [ 8 ]   |
| 2012 | Hayate no Gotoku! Can't Take My Eyes Off You                                                                      | Kayura Tsurugino                                                | [ 8 ]   |
| 2012 | Btooom! | Hidemi Kinoshita                                                | [ 8 ]   |
| 2012 | Code:Breaker | Sakura Sakurakōji                                               | [ 65 ]  |
| 2012 | Medaka Box Abnormal                                                                                               | Saki Sukinasaki                                                 | [ 8 ]   |
| 2013 | Yama no Susume | Kaede Saitō                                                     | [ 66 ]  |
| 2013 | Cuticle Tantei Inaba                                                                                              | Gabriella                                                       | [ 67 ]  |
| 2013 | Tamako Market | Hinako Kitashirakawa;, Mari Uotani                              | [ 68 ]  |
| 2013 | Boku wa Tomodachi ga Sukunai Next                                                                                 | Hinata Hidaka                                                   | [ 69 ]  |
| 2013 | Pokémon Best Wishes! Season 2: Episode N                                                                          | Ellie                                                           | [ 8 ]   |
| 2013 | Hataraku Maō-sama!                                                                                                | Emi Yusa / Emilia Justina                                       | [ 70 ]  |
| 2013 | Ginga Kikōtai Majestic Prince                                                                                     | Kei Kugimiya                                                    | [ 71 ]  |
| 2013 | Karneval | Tsubaki                                                         | [ 8 ]   |
| 2013 | Dansai Bunri no Crime Edge                                                                                        | Ruka Shihōdō                                                    | [ 8 ]   |
| 2013 | Aku no Hana | Nanako Saeki                                                    | [ 72 ]  |
| 2013 | Hyakka Ryōran: Samurai Bride                                                                                      | Musashi Miyamoto                                                | [ 73 ]  |
| 2013 | Hayate no Gotoku! Cuties                                                                                          | Kayura Tsurugino                                                | [ 8 ]   |
| 2013 | Kingdom 2nd Season                                                                                                | Qiang Lei                                                       | [ 74 ]  |
| 2013 | Free! | Rei Ryugazaki (niño)                                            | [ 8 ]   |
| 2013 | Ro-Kyu-Bu! SS | Saki Nagatsuka                                                  | [ 8 ]   |
| 2013 | Danganronpa: The Animation                                                                                        | Kyōko Kirigiri                                                  | [ 75 ]  |
| 2013 | Senki Zesshō Symphogear G                                                                                         | Maria Cadenzavna Eve                                            | [ 8 ]   |
| 2013 | High School DxD New                                                                                               | Rias Gremory                                                    | [ 76 ]  |
| 2013 | IS: Infinite Stratos 2                                                                                            | Hōki Shinonono                                                  | [ 8 ]   |
| 2013 | Strike the Blood                                                                                                  | Gigliola Ghirardi                                               | [ 8 ]   |
| 2013 | Phi Brain: Kami no Puzzle - Shukuteki! Rätsel-hen                                                                 | Mizerka                                                         | [ 8 ]   |
| 2013 | Yozakura Quartet: Hana no Uta                                                                                     | Nadeshiko Matsudaira                                            | [ 8 ]   |
| 2013 | Pokémon XY | Nami                                                            | [ 8 ]   |
| 2014 | Seitokai Yakuindomo*                                                                                              | Shino Amakusa                                                   | [ 8 ]   |
| 2014 | Saki: Zenkoku-hen                                                                                                 | Satoha Tsujigaito                                               | [ 8 ]   |
| 2014 | Nobunaga the Fool                                                                                                 | Jeanne Kaguya d'Arc                                             | [ 77 ]  |
| 2014 | Z/X: Ignition | Michael                                                         | [ 8 ]   |
| 2014 | Kenzen Robo Daimidaler                                                                                            | Kyōko Sonan                                                     | [ 78 ]  |
| 2014 | Mushishi Zoku Shō                                                                                                 | Teru                                                            | [ 8 ]   |
| 2014 | Kindaichi Shōnen no Jikenbo Returns                                                                               | Runa Mizuki                                                     | [ 8 ]   |
| 2014 | Kanojo ga Flag o Oraretara                                                                                        | Rin Eiyūzaki                                                    | [ 79 ]  |
| 2014 | No Game No Life                                                                                                   | Stephanie Dola                                                  | [ 80 ]  |
| 2014 | Fūun Ishin Dai☆Shōgun                                                                                             | Hyōgo Asai                                                      | [ 8 ]   |
| 2014 | M3: Sono Kuroki Hagane                                                                                            | Emiru Hazaki                                                    | [ 81 ]  |
| 2014 | Sora no Otoshimono Final: Eternal My Master                                                                       | Hiyori Kazane                                                   | [ 8 ]   |
| 2014 | Shirogane no Ishi: Argevollen                                                                                     | Reika Nanjō                                                     | [ 8 ]   |
| 2014 | Sword Art Online II                                                                                               | Endō                                                            | [ 8 ]   |
| 2014 | Yama no Susume Second Season                                                                                      | Kaede Saitō                                                     | [ 8 ]   |
| 2014 | Seirei Tsukai no Bladedance                                                                                       | Restia Ashdoll                                                  | [ 8 ]   |
| 2014 | Terra Formars | Grace                                                           | [ 8 ]   |
| 2014 | Trinity Seven | Mira Yamana                                                     | [ 82 ]  |
| 2014 | Ore, Twintail ni Narimasu.                                                                                        | Anko Īsuna                                                      | [ 83 ]  |
| 2014 | Girlfriend (Kari)                                                                                                 | Risa Shinomiya                                                  | [ 8 ]   |
| 2015 | Yurikuma Arashi                                                                                                   | Kaoru Harishima                                                 | [ 84 ]  |
| 2015 | Dog Days'' | Brioche d'Arquien                                               | [ 8 ]   |
| 2015 | Junketsu no Maria                                                                                                 | Artemis                                                         | [ 85 ]  |
| 2015 | High School DxD BorN                                                                                              | Rias Gremory                                                    | [ 86 ]  |
| 2015 | Shokugeki no Sōma                                                                                                 | Natsume Sendawara; Orie Sendawara                               | [ 8 ]   |
| 2015 | Dungeon ni Deai o Motomeru no wa Machigatteiru Darō ka                                                            | Freya                                                           | [ 87 ]  |
| 2015 | Owari no Seraph                                                                                                   | Horn Skuld; Tomoe Saotome                                       | [ 8 ]   |
| 2015 | Kyōkai no Rinne                                                                                                   | Rina Mizuki                                                     | [ 8 ]   |
| 2015 | Hibike! Euphonium                                                                                                 | Aoi Saitō                                                       | [ 88 ]  |
| 2015 | Ranpo Kitan: Game of Laplace                                                                                      | Kuro Tokage                                                     | [ 89 ]  |
| 2015 | Senki Zesshō Symphogear GX                                                                                        | Maria Cadenzavna Eve                                            | [ 8 ]   |
| 2015 | Gate: Jieitai Kanochi nite, Kaku Tatakaeri                                                                        | Yao Ha Ducy                                                     | [ 8 ]   |
| 2015 | Working!!! | Izumi Takanashi                                                 | [ 8 ]   |
| 2015 | Rokka no Yūsha | Nashetania Loei Piena Augustra                                  | [ 90 ]  |
| 2015 | Jitsu wa Watashi wa                                                                                               | Tōko Shiragami                                                  | [ 8 ]   |
| 2015 | Bikini Warriors                                                                                                   | Fighter                                                         | [ 91 ]  |
| 2015 | Fate/kaleid liner Prisma☆Illya 2wei Herz!                                                                         | Hibari Kurihara                                                 | [ 8 ]   |
| 2015 | Rakudai Kishi no Cavalry                                                                                          | Kanata Totokuba                                                 | [ 8 ]   |
| 2015 | Mobile Suit Gundam: Iron-Blooded Orphans                                                                          | Lafter Frankland                                                | [ 8 ]   |
| 2015 | Shingeki! Kyojin Chūgakkō                                                                                         | Frieda Reiss                                                    | [ 8 ]   |
| 2015 | Subete ga F ni Naru                                                                                               | Ayako Shimada                                                   | [ 92 ]  |
| 2015 | Owari no Seraph: Nagoya Kessen-hen                                                                                | Horn Skuld                                                      | [ 8 ]   |
| 2015 | Pokemon XY&Z | Amelia                                                          | [ 8 ]   |
| 2016 | Phantasy Star Online 2 The Animation                                                                              | Echo                                                            | [ 8 ]   |
| 2016 | Oshiete! Galko-chan                                                                                               | Hermana mayor de Galko                                          | [ 8 ]   |
| 2016 | Gate: Jieitai Kanochi nite, Kaku Tatakaeri Part 2                                                                 | Yao Ha Ducy                                                     | [ 8 ]   |
| 2016 | Bubuki Buranki | Mami Horino / Zetsubi Hazama; Double de Vaire                   | [ 93 ]  |
| 2016 | Dimension W | Morgan Cedric                                                   | [ 8 ]   |
| 2016 | Saijaku Muhai no Bahamut                                                                                          | Relie Aingram                                                   | [ 8 ]   |
| 2016 | Macross Δ | Claire Paddle                                                   | [ 8 ]   |
| 2016 | Re:Zero kara Hajimeru Isekai Seikatsu                                                                             | Dedo de Petelgeuse                                              | [ 8 ]   |
| 2016 | Bakuon!! | Tazuko                                                          | [ 94 ]  |
| 2016 | Aikatsu Stars! | Elza Forte                                                      | [ 8 ]   |
| 2016 | Magi: Sinbad no Bōken                                                                                             | Esra                                                            | [ 8 ]   |
| 2016 | Fukigen na Mononokean                                                                                             | Kōra                                                            | [ 8 ]   |
| 2016 | Berserk | Farnese de Vandimion                                            | [ 95 ]  |
| 2016 | New Game! | Kō Yagami                                                       | [ 96 ]  |
| 2016 | Amaama to Inazuma                                                                                                 | Madre de Mikio                                                  | [ 8 ]   |
| 2016 | Yi Ren Zhi Xia | He Xia                                                          | [ 97 ]  |
| 2016 | Danganronpa 3: The End of Kibōgamine Gakuen - Mirai-hen                                                           | Kyōko Kirigiri                                                  | [ 8 ]   |
| 2016 | Bubuki Buranki: Hoshi no Kyojin                                                                                   | Mami Horino / Zetsubi Hazama                                    | [ 8 ]   |
| 2016 | WWW.Working!! | Sayuri Muranushi                                                | [ 98 ]  |
| 2016 | Mobile Suit Gundam: Iron-Blooded Orphans 2nd Season                                                               | Lafter Frankland                                                | [ 8 ]   |
| 2016 | Mahō Shōjo Ikusei Keikaku                                                                                         | Ruler / Sanae Mokuō                                             | [ 99 ]  |
| 2016 | Cheating Craft | Li Xing / Anri                                                  | [ 100 ] |
| 2016 | Hibike! Euphonium 2                                                                                               | Aoi Saitō                                                       | [ 101 ] |
| 2016 | Flip Flappers | Sayuri                                                          | [ 102 ] |
| 2016 | Keijo!!!!!!!! | Miku Kobayakawa                                                 | [ 8 ]   |
| 2016 | Long Riders! | Saki Takamiya                                                   | [ 103 ] |
| 2016 | Fune wo Amu | Midori Kishibe                                                  | [ 8 ]   |
| 2017 | Fūka | Tomomi                                                          | [ 104 ] |
| 2017 | Demi-chan wa Kataritai                                                                                            | Sakie Satō                                                      | [ 105 ] |
| 2017 | Little Witch Academia                                                                                             | Diana Cavendish                                                 | [ 106 ] |
| 2017 | Hand Shakers | Bind                                                            | [ 107 ] |
| 2017 | Piace: Watashi no Italian                                                                                         | Ruri Fujiki                                                     | [ 108 ] |
| 2017 | Frame Arms Girl                                                                                                   | Ao Gennai                                                       | [ 8 ]   |
| 2017 | Roku de Nashi Majutsu Kōshi to Akashic Records                                                                    | Eleanor Chalet                                                  | [ 8 ]   |
| 2017 | Sakura Quest | Chitose Oribe (joven)                                           | [ 8 ]   |
| 2017 | Berserk 2nd Season                                                                                                | Farnese de Vandimion                                            | [ 8 ]   |
| 2017 | Re:Creators | Alicetaria February                                             | [ 109 ] |
| 2017 | Uchōten Kazoku 2                                                                                                  | Gyokuran Nanzenji                                               | [ 8 ]   |
| 2017 | Dungeon ni Deai wo Motomeru no wa Machigatteiru Darō ka Gaiden: Sword Oratoria                                    | Freya                                                           | [ 8 ]   |
| 2017 | Sin: Nanatsu no Taizai                                                                                            | Mammon                                                          | [ 110 ] |
| 2017 | Senki Zesshō Symphogear AXZ                                                                                       | Maria Cadenzavna Eve                                            | [ 8 ]   |
| 2017 | Aho Girl | Yoshie Hanabatake                                               | [ 111 ] |
| 2017 | Isekai Shokudō | Fardania                                                        | [ 8 ]   |
| 2017 | Shōkoku no Altair                                                                                                 | Shara                                                           | [ 112 ] |
| 2017 | Tenshi no 3P! | Sayuri Ogi                                                      | [ 8 ]   |
| 2017 | New Game!! | Kō Yagami                                                       | [ 8 ]   |
| 2017 | The Reflection | Steel Ruler                                                     | [ 8 ]   |
| 2017 | Jūni Taisen | Inōnoshishi                                                     | [ 8 ]   |
| 2017 | Osomatsu-san 2nd Season                                                                                           | Miwa                                                            | [ 8 ]   |
| 2017 | Shokugeki no Sōma: San no Sara                                                                                    | Natsume Sendawara; Orie Sendawara                               | [ 8 ]   |
| 2018 | Sora Yorimo Tōi Basho                                                                                             | Kanae Maekawa                                                   | [ 8 ]   |
| 2018 | Pop Team Epic | Popuko                                                          | [ 8 ]   |
| 2018 | Slow Start | Hazuki Ichinose                                                 | [ 8 ]   |
| 2018 | Violet Evergarden                                                                                                 | Spencer Marlborough (niño)                                      | [ 8 ]   |
| 2018 | Hakyū Hōshin Engi                                                                                                 | Dakki                                                           | [ 113 ] |
| 2018 | Saredo Tsumibito wa Ryū to Odoru                                                                                  | Givanya Lorezzo                                                 | [ 8 ]   |
| 2018 | Hinamatsuri | Utako Sakura                                                    | [ 114 ] |
| 2018 | Sword Art Online Alternative: Gun Gale Online                                                                     | Pitohui / Elza Kanzaki                                          | [ 115 ] |
| 2018 | High School DxD Hero                                                                                              | Rias Gremory                                                    | [ 116 ] |
| 2018 | Yama no Susume Third Season                                                                                       | Kaede Saitō                                                     | [ 8 ]   |
| 2018 | High Score Girl                                                                                                   | Mi-tan                                                          | [ 8 ]   |
| 2018 | Yuragi-sō no Yūna-san                                                                                             | Narradora                                                       | [ 8 ]   |
| 2018 | Shingeki no Kyojin Season 3                                                                                       | Frieda Reiss                                                    | [ 8 ]   |
| 2018 | Dakaretai Otoko 1-i ni Odosarete Imasu.                                                                           | Yurie Kurokawa                                                  | [ 8 ]   |
| 2018 | Goblin Slayer | Bruja                                                           | [ 117 ] |
| 2018 | Gaikotsu Shotenin Honda-san                                                                                       | Pest Mask                                                       | [ 8 ]   |
| 2018 | Merc Storia: Mukiryoku no Shōnen to Bin no Naka no Shōjo                                                          | Serena; Folna                                                   | [ 8 ]   |
| 2019 | BanG Dream! 2nd Season                                                                                            | Tomoe Udagawa                                                   | [ 8 ]   |
| 2019 | Fukigen na Mononokean Tsuzuki                                                                                     | Kōra                                                            | [ 8 ]   |
| 2019 | W'z | Yukine Araki                                                    | [ 8 ]   |
| 2019 | Revisions | Chiharu Isurugi                                                 | [ 118 ] |
| 2019 | Domestic na Kanojo                                                                                                | Hina Tachibana                                                  | [ 119 ] |
| 2019 | Mahō Shōjo Tokushusen Asuka                                                                                       | Rau Peipei                                                      | [ 120 ] |
| 2019 | Manaria Friends                                                                                                   | Anne                                                            | [ 121 ] |
| 2019 | Aikatsu Friends!: Kagayaki no Jewel                                                                               | Hibiki Tenshō                                                   | [ 122 ] |
| 2019 | Katsute Kami Datta Kemono-tachi e                                                                                 | Liza Runecastle                                                 | [ 123 ] |
| 2019 | Dr. Stone | Minami Hokutozai                                                | [ 8 ]   |
| 2019 | Granbelm | Anna Fugo                                                       | [ 124 ] |
| 2019 | Senki Zesshō Symphogear XV                                                                                        | Maria Cadenzavna Eve                                            | [ 8 ]   |
| 2019 | Lord El-Melloi II-sei no Jikenbo: Rail Zeppelin Grace Note                                                        | Gerente de subastas de Mystic Eyes                              | [ 8 ]   |
| 2019 | Arifureta Shokugyō de Sekai Saikyō                                                                                | Tio Klarus                                                      | [ 125 ] |
| 2019 | Isekai Cheat Magician                                                                                             | Grami                                                           | [ 126 ] |
| 2019 | Dungeon ni Deai o Motomeru no wa Machigatteiru Darō ka II                                                         | Freya                                                           | [ 127 ] |
| 2019 | Zoids Wild Zero                                                                                                   | Jo Aysel                                                        | [ 128 ] |
| 2019 | Aikatsu on Parade!                                                                                                | Hibiki Tenshō                                                   | [ 122 ] |
| 2019 | No Guns Life | Olivier Juan de Belmer                                          | [ 129 ] |
| 2019 | Psycho-Pass 3 | Karina Komiya                                                   | [ 8 ]   |
| 2019 | Pokémon (2019) | Saitō                                                           | [ 8 ]   |
| 2020 | Majutsushi Orphen Hagure Tabi                                                                                     | Azalie Cait Sith                                                | [ 8 ]   |
| 2020 | Infinite Dendrogram                                                                                               | Marie Adler                                                     | [ 130 ] |
| 2020 | Ishuzoku Reviewers                                                                                                | Aloe                                                            | [ 131 ] |
| 2020 | BanG Dream! 3rd Season                                                                                            | Tomoe Udagawa                                                   | [ 8 ]   |
| 2020 | Kami no Tō | Hwa Ryun / Karen                                                | [ 132 ] |
| 2020 | Listeners | Stür Neubauten                                                  | [ 133 ] |
| 2020 | Otome Game no Hametsu Flag Shika Nai Akuyaku Reijō ni Tensei Shiteshimatta...                                     | Sirius Dieke (niño)                                             | [ 8 ]   |
| 2020 | Kingdom 3rd Season                                                                                                | Qiang Lei                                                       | [ 134 ] |
| 2020 | Shokugeki no Sōma: Gou no Sara                                                                                    | Natsume Sendawara; Orie Sendawara                               | [ 135 ] |
| 2020 | No Guns Life 2nd Season                                                                                           | Olivier Juan de Belmer                                          | [ 8 ]   |
| 2020 | Majo no Tabitabi                                                                                                  | Sheila                                                          | [ 136 ] |
| 2020 | Dungeon ni Deai o Motomeru no wa Machigatteiru Darō ka III                                                        | Freya                                                           | [ 137 ] |
| 2020 | Jujutsu Kaisen | Utahime Iori                                                    | [ 138 ] |
| 2020 | Dragon Quest: Dai no Daibōken                                                                                     | Zulbon                                                          | [ 139 ] |
| 2020 | Mahōka Kōkō no Rettōsei: Raihōsha-hen                                                                             | Angelina Kudō Shields                                           | [ 140 ] |
| 2020 | Guraburu! | Anne                                                            | [ 8 ]   |
| 2020 | Gochūmon wa Usagi desu ka? Bloom                                                                                  | Presidenta del consejo estudiantil                              | [ 141 ] |
| 2020 | Ochikobore Fruit Tart                                                                                             | Hoho Kajino                                                     | [ 142 ] |
| 2021 | Hataraku Saibō Black                                                                                              | Neutrófila U1196                                                | [ 143 ] |
| 2021 | Azur Lane: Bisoku Zenshin!                                                                                        | Honolulu / St. Louis                                            | [ 8 ]   |
| 2021 | Kaifuku Jutsushi no Yarinaoshi                                                                                    | Keara                                                           | [ 144 ] |
| 2021 | Dr. Stone: Stone Wars                                                                                             | Minami Hokutozai                                                | [ 145 ] |
| 2021 | Shaman King | Yoh Asakura; Hana Asakura                                       | [ 146 ] |
| 2021 | Vivy: Fluorite Eye’s Song                                                                                         | Estella                                                         | [ 147 ] |
| 2021 | Yūkoku no Moriarty Part 2                                                                                         | Irene Adler / James Bond                                        | [ 148 ] |
| 2021 | Shadows House | Dorothy                                                         | [ 149 ] |
| 2021 | Vanitas no Carte                                                                                                  | Veronica de Sade                                                | [ 150 ] |
| 2021 | Shinigami Bocchan to Kuro Maid                                                                                    | Daleth                                                          | [ 8 ]   |
| 2021 | Uramichi Oniisan                                                                                                  | Mabui Daga                                                      | [ 151 ] |
| 2021 | Night Head 2041                                                                                                   | Kimie Kobayashi                                                 | [ 152 ] |
| 2021 | Jahy-sama wa Kujikenai!                                                                                           | Oya                                                             | [ 153 ] |
| 2021 | Isekai Shokudō 2                                                                                                  | Fardania                                                        | [ 8 ]   |
| 2021 | Sankaku Mado no Sotogawa wa Yoru                                                                                  | Miyuki                                                          | [ 8 ]   |
| 2021 | Kyūketsuki Sugu Shinu                                                                                             | Maria                                                           | [ 154 ] |
| 2021 | Shinka no Mi: Shiranai Uchi ni Kachigumi Jinsei                                                                   | Louise Balze                                                    | [ 155 ] |
| 2022 | Slow Loop | Kaede Miyano                                                    | [ 8 ]   |
| 2022 | Cue! | Masaki Ōtori                                                    | [ 8 ]   |
| 2022 | Shingeki no Kyojin: The Final Season Part 2                                                                       | Frieda Reiss                                                    | [ 156 ] |
| 2022 | Tensai Ōji no Akaji Kokka Saisei Jutsu                                                                            | Fyshe Blundell                                                  | [ 157 ] |
| 2022 | Princess Connect! Re:Dive Season 2                                                                                | Nozomi                                                          | [ 158 ] |
| 2022 | Arifureta Shokugyō de Sekai Saikyō 2nd Season                                                                     | Tio Klarus                                                      | [ 159 ] |
| 2022 | Koroshi Ai | Mifa                                                            | [ 160 ] |
| 2022 | Vanitas no Carte Part 2                                                                                           | Veronica de Sade                                                | [ 161 ] |
| 2022 | Eien no 831 | Akina                                                           | [ 162 ] |
| 2022 | Love Live! Nijigasaki Gakuen School Idol Dōkōkai 2nd Season                                                       | Kaoruko Mifune                                                  | [ 8 ]   |
| 2022 | RPG Fudōsan | Satona                                                          | [ 163 ] |
| 2022 | Kingdom 4th Season                                                                                                | Qiang Lei                                                       | [ 164 ] |
| 2022 | Summer Time Rendering                                                                                             | Hizuru Minakata                                                 | [ 165 ] |
| 2022 | Kakkō no Iinazuke                                                                                                 | Namie Umino                                                     | [ 166 ] |
| 2022 | RWBY: Hyōsetsu Teikoku                                                                                            | Weiss Schnee                                                    | [ 167 ] |
| 2022 | Kinsō no Vermeil                                                                                                  | Mielle                                                          | [ 8 ]   |
| 2022 | Warau Arsnotoria Sun!                                                                                             | Necromantia                                                     | [ 8 ]   |
| 2022 | Mamahaha no Tsurego ga Motokano datta                                                                             | Madoka Tanesato                                                 | [ 168 ] |
| 2022 | Yofukashi no Uta                                                                                                  | Kiyosumi Shirakawa                                              | [ 169 ] |
| 2022 | Extreme Hearts | RiN                                                             | [ 170 ] |
| 2022 | Orient: Awajishima Gekitō-hen                                                                                     | Kuroko Usami                                                    | [ 171 ] |
| 2022 | Hataraku Maō-sama!!                                                                                               | Emi Yusa / Emilia Justina                                       | [ 172 ] |
| 2022 | Dungeon ni Deai o Motomeru no wa Machigatteiru Darō ka IV: Shin Shou - Meikyuu-hen                                | Freya                                                           | [ 173 ] |
| 2022 | Berserk: Ōgon Jidai-hen - Memorial Edition                                                                        | Farnese de Vandimion                                            | [ 8 ]   |
| 2022 | Yama no Susume: Next Summit                                                                                       | Kaede Saitō                                                     | [ 174 ] |
| 2022 | Kage no Jitsuryokusha ni Naritakute!                                                                              | Iris Midgar                                                     | [ 175 ] |
| 2022 | Akiba Maid Sensō                                                                                                  | Lion Ace Maid                                                   | [ 8 ]   |
| 2022 | Fumetsu no Anata e Season 2                                                                                       | Reina de Uralis                                                 | [ 8 ]   |
| 2022 | Arknights: Prelude to Dawn                                                                                        | Kal'tsit                                                        | [ 176 ] |
| 2023 | Spy Kyōshitsu | Olivia                                                          | [ 8 ]   |
| 2023 | Isekai Nonbiri Nōka                                                                                               | Graffaloon                                                      | [ 8 ]   |
| 2023 | Ars no Kyojū | Romana                                                          | [ 177 ] |
| 2023 | Saikyō Onmyōji no Isekai Tenseiki                                                                                 | Laviniere                                                       | [ 8 ]   |
| 2023 | Kyūketsuki Sugu Shinu 2                                                                                           | Maria                                                           | [ 178 ] |
| 2023 | Shin Shinka no Mi: Shiranai Uchi ni Kachigumi Jinsei                                                              | Louise Balze                                                    | [ 179 ] |
| 2023 | Majutsushi Orphen Hagure Tabi: Urbanrama-hen                                                                      | Azalie Cait Sith                                                | [ 8 ]   |
| 2023 | Tensei Kizoku no Isekai Bōken Roku                                                                                | Elka von Portlay                                                | [ 8 ]   |
| 2023 | Tokyo Mew Mew New ♡ 2nd Season                                                                                    | Madeleine                                                       | [ 8 ]   |
| 2023 | Dr. Stone: New World                                                                                              | Minami Hokutozai                                                | [ 180 ] |
| 2023 | Isekai de Cheat Skill o Te ni Shita Ore wa, Genjitsu Sekai o mo Musōsuru - Level Up wa Jinsei o Kaeta             | Grena                                                           | [ 8 ]   |
| 2023 | Otonari ni Ginga                                                                                                  | Momoka Morikuni                                                 | [ 181 ] |
| 2023 | Majutsushi Orphen Hagure Tabi: Seiiki-hen                                                                         | Azalie Cait Sith                                                | [ 8 ]   |
| 2023 | BanG Dream! It's MyGO!!!!!                                                                                        | Tomoe Udagawa                                                   | [ 8 ]   |
| 2023 | Genjitsu no Yohane: Sunshine in the Mirror                                                                        | Lailaps                                                         | [ 182 ] |
| 2023 | LV1 Maō to One Room Yūsha                                                                                         | Zenia                                                           | [ 183 ] |
| 2023 | Mononogatari 2nd Season                                                                                           | Karakasa no Tsukumogami                                         | [ 184 ] |
| 2023 | Okashi na Tensei                                                                                                  | Brioche Salgret Mill Leteche                                    | [ 185 ] |
| 2023 | Watashi no Shiawase na Kekkon                                                                                     | Hazuki Kudō                                                     | [ 186 ] |
| 2023 | Jujutsu Kaisen Season 2                                                                                           | Utahime Iori                                                    | [ 187 ] |
| 2023 | Seija Musō | Cattleya                                                        | [ 188 ] |
| 2023 | Dekiru Neko wa Kyō mo Yūutsu                                                                                      | Madre de Yume                                                   | [ 189 ] |
| 2023 | Shinigami Bocchan to Kuro Maid 2nd Season                                                                         | Daleth                                                          | [ 190 ] |
| 2023 | Zom 100: Zombie ni Naru made ni Shitai 100 no Koto                                                                | Reika                                                           | [ 191 ] |
| 2023 | Dark Gathering | Otogiri                                                         | [ 192 ] |
| 2023 | Hataraku Maō-sama!! 2nd Season                                                                                    | Emi Yusa / Emilia Justina                                       | [ 193 ] |
| 2023 | Spy Kyōshitsu 2nd Season                                                                                          | Olivia                                                          | [ 194 ] |
| 2023 | Megumi no Daigo: Kyūkoku no Orange                                                                                | Toyomu Altonen                                                  | [ 8 ]   |
| 2023 | Shangri-La Frontier                                                                                               | Arthur Pencilgon / Towa Amane                                   | [ 195 ] |
| 2023 | Kamonohashi Ron no Kindan Suiri                                                                                   | Amamiya                                                         | [ 196 ] |
| 2023 | Watashi no Oshi wa Akuyaku Reijō.                                                                                 | Yū Bauer                                                        | [ 197 ] |
| 2023 | Kage no Jitsuryokusha ni Naritakute! 2nd Season                                                                   | Iris Midgar                                                     | [ 198 ] |
| 2023 | Bikkuriman | Maria                                                           | [ 8 ]   |
| 2023 | Goblin Slayer II                                                                                                  | Bruja                                                           | [ 199 ] |
| 2023 | Arknights: Perish in Frost                                                                                        | Kal'tsit                                                        | [ 8 ]   |
| 2023 | Hikikomari Kyūketsu Hime no Monmon                                                                                | Karen Helvetius                                                 | [ 200 ] |
| 2023 | Kibō no Chikara: Otona Precure '23                                                                                | Bell                                                            | [ 8 ]   |
| 2023 | Hametsu no Ōkoku                                                                                                  | Theta Samanstah                                                 | [ 8 ]   |
| 2023 | Dr. Stone: New World Part 2                                                                                       | Minami Hokutozai                                                | [ 201 ] |
| 2024 | Mahō Shōjo ni Akogarete                                                                                           | Michiko Tanaka                                                  | [ 8 ]   |
| 2024 | Dungeon Meshi | Maizuru                                                         | [ 202 ] |
| 2024 | Shaman King: Flowers                                                                                              | Hana Asakura; Yoh Asakura                                       | [ 203 ] |
| 2024 | Metallic Rouge | Eva Cristella                                                   | [ 204 ] |
| 2024 | Majo to Yajū | Ione                                                            | [ 205 ] |
| 2024 | Kingdom 5th Season                                                                                                | Qiang Lei                                                       | [ 206 ] |
| 2024 | Dekisokonai to Yobareta Moto Eiyū wa, Jikka kara Tsuihōsareta node Suki Katte ni Ikiru Koto ni Shita              | Lysette                                                         | [ 8 ]   |
| 2024 | Mahōka Kōkō no Rettōsei 3rd Season                                                                                | Angelina Kudō Shields                                           | [ 207 ] |
| 2024 | Highspeed Etoile                                                                                                  | Kanata Asakawa                                                  | [ 208 ] |
| 2024 | Shinigami Bocchan to Kuro Maid 3rd Season                                                                         | Daleth                                                          | [ 209 ] |
| 2024 | Tasūketsu | Maria Kisaragi                                                  | [ 210 ] |
| 2024 | Monogatari Series: Off & Monster Season                                                                           | Seiu Higasa                                                     | [ 8 ]   |
| 2024 | Kami no Tō: Ōji no Kikan                                                                                          | Hwa Ryun / Karen                                                | [ 211 ] |
| 2024 | Fairy Tail: 100 Years Quest                                                                                       | Karameel                                                        | [ 212 ] |
| 2024 | VTuber nanda ga Haishin Kiriwasuretara Densetsu ni Natteta                                                        | Hareru Asagiri; Rias Gremory                                    | [ 213 ] |
| 2024 | Naze Boku no Sekai o Dare mo Oboeteinai no ka?                                                                    | Vanessa                                                         | [ 8 ]   |
| 2024 | Atri: My Dear Moments                                                                                             | Catherine                                                       | [ 214 ] |
| 2024 | Uzumaki | Kyoko Sekino                                                    | [ 8 ]   |
| 2024 | Mecha-Ude | Amaryllis                                                       | [ 215 ] |
| 2024 | Dungeon ni Deai o Motomeru no wa Machigatteiru Darō ka V: Hōjō no Megami-hen                                      | Freya                                                           | [ 216 ] |
| 2024 | Sword Art Online Alternative: Gun Gale Online II                                                                  | Pitohui / Elza Kanzaki                                          | [ 217 ] |
| 2024 | Maō-sama, Retry! R                                                                                                | Yū Kirino                                                       | [ 8 ]   |
| 2024 | Tōhai: Ura Rate Mahjong Tōhai Roku                                                                                | Ai                                                              | [ 218 ] |
| 2024 | Kagaku x Bōken Survival!                                                                                          | Dr. Kuo                                                         | [ 219 ] |
| 2024 | Kami no Tō: Kōbō-sen                                                                                              | Hwa Ryun / Yuto                                                 | [ 220 ] |
| 2024 | Love Live! Superstar!! 3rd Season                                                                                 | Madre de Natsumi y Tomari                                       | [ 8 ]   |
| 2024 | Kamonohashi Ron no Kindan Suiri 2nd Season                                                                        | Amamiya                                                         | [ 221 ] |
| 2024 | Dragon Ball Daima                                                                                                 | Dr. Arinsu                                                      | [ 222 ] |
| 2024 | Shangri-La Frontier 2nd Season                                                                                    | Arthur Pencilgon / Towa Amane                                   | [ 223 ] |
| 2024 | Maō 2099 | Mag Rosanta                                                     | [ 224 ] |
| 2024 | Arifureta Shokugyō de Sekai Saikyō 3rd Season                                                                     | Tio Klarus                                                      | [ 225 ] |
| 2025 | Kisaki Kyōiku kara Nigetai Watashi                                                                                | Shelly Dorman                                                   | [ 8 ]   |
| 2025 | Watashi no Shiawase na Kekkon 2nd Season                                                                          | Hazuki Kudō                                                     | [ 226 ] |
| 2025 | Hana wa Saku, Shura no Gotoku                                                                                     | Shura Saionji                                                   | [ 227 ] |
| 2025 | Dr. Stone: Science Future                                                                                         | Minami Hokutozai                                                | [ 228 ] |
| 2025 | Arafō Otoko no Isekai Tsūhan                                                                                      | Canaan L'Eupatorium                                             | [ 8 ]   |
| 2025 | Farmagia | Lisan; Charlot                                                  | [ 229 ] |
| 2025 | Cardfight!! Vanguard: Divinez Deluxe-hen                                                                          | Ruka Miyako                                                     | [ 8 ]   |
| 2025 | A-Rank Party o Ridatsu Shita Ore wa, Moto Oshiego-tachi to Meikyū Shinbu o Mezasu.                                | Marona                                                          | [ 8 ]   |
| 2025 | Aru Majo ga Shinu Made                                                                                            | Eldora                                                          | [ 230 ] |
| 2025 | Isshun de Chiryō Shiteita no ni Yakutatazu to Tsuihō Sareta Tensai Chiyushi, Yami Healer to Shite Tanoshiku Ikiru | Carmilla                                                        | [ 231 ] |
| 2025 | En'en no Shōbōtai: San no Shō                                                                                     | Gold                                                            | [ 232 ] |
| 2025 | Tu Bian Yingxiong X                                                                                               | Bowa                                                            | [ 8 ]   |
| 2025 | Ore wa Seikan Kokka no Akutoku Ryōshu!                                                                            | Landlady                                                        | [ 8 ]   |
| 2025 | Zatsu Tabi: That's Journey                                                                                        | Riri Tenkūbashi                                                 | [ 233 ] |
| 2025 | Mattaku Saikin no Tantei Tokitara                                                                                 | Veronica                                                        | [ 8 ]   |
| 2025 | Tsuyokute New Saga                                                                                                | Yūriga                                                          | [ 234 ] |
| 2025 | Arknights: Rise from Ember                                                                                        | Kal'tsit                                                        | [ 8 ]   |
| 2025 | Silent Witch: Chinmoku no Majo no Kakushigoto                                                                     | Bridget Greyham                                                 | [ 235 ] |
| 2025 | Cardfight!! Vanguard Divinez Deluxe Kesshō-hen                                                                    | Ruka Miyako                                                     | [ 236 ] |
| 2025 | Zutaboro Reijō wa Ane no Moto Konyakusha ni Dekiai Sareru                                                         | Mio                                                             | [ 8 ]   |
| 2025 | Kaoru Hana wa Rin to Saku                                                                                         | Kyōko Tsumugi                                                   | [ 8 ]   |
| 2025 | Kakkō no Iinazuke Season 2                                                                                        | Namie Umino                                                     | [ 237 ] |
| 2025 | Dr. Stone: Science Future Part 2                                                                                  | Minami Hokutozai                                                | [ 238 ] |
| 2025 | Tensei Shitara Dai Nana Ōji Datta no de, Kimama ni Majutsu o Kiwamemasu 2nd Season                                | Anastasia                                                       | [ 239 ] |
| 2025 | Kingdom 6th Season                                                                                                | Qiang Lei                                                       | [ 240 ] |
| 2025 | Isekai Munchkin: HP 1 no Mama de Saikyō Saisoku Danjon Kōryaku                                                    | Nephilia Curse                                                  | [ 241 ] |

#### Películas
| Año  | Título                                                                                  | Rol                               | Refs.   |
| ---- | --------------------------------------------------------------------------------------- | --------------------------------- | ------- |
| 2008 | Keroro Gunsō Movie 3: Tenkū Daikessen de Arimasu!                                       | Mujer C                           | [ 8 ]   |
| 2011 | Sora no Otoshimono: Tokeijikake no Angeloid                                             | Hiyori Kazane                     | [ 8 ]   |
| 2011 | Hayate no Gotoku! Heaven Is a Place on Earth                                            | Kayura Tsurugino                  | [ 8 ]   |
| 2011 | K-On! La película                                                                       | Mio Akiyama                       | [ 242 ] |
| 2012 | Code Geass: Bōkoku no Akito 1 - Yokuryū wa Maiorita                                     | Ayano Kosaka                      | [ 243 ] |
| 2012 | Smile Precure! Movie: Ehon no Naka wa Minna Chiguhagu!                                  | Cinderella                        | [ 8 ]   |
| 2012 | Inazuma Eleven Go vs. Danball Senki W Movie                                             | Fran                              | [ 8 ]   |
| 2013 | To Aru Majutsu no Index: Endymion no Kiseki                                             | Shutaura Sequenzia                | [ 8 ]   |
| 2013 | Arve Rezzle: Kikaijikake no Yōsei-tachi                                                 | Yui Hirasaka                      | [ 8 ]   |
| 2013 | Little Witch Academia                                                                   | Diana Cavendish                   | [ 8 ]   |
| 2013 | Hanasaku Iroha Movie: Home Sweet Home                                                   | Enishi Shijima                    | [ 8 ]   |
| 2013 | Hal                                                                                     | Kurumi                            | [ 244 ] |
| 2013 | Code Geass: Bōkoku no Akito 2 - Hikisakareshi Yokuryū                                   | Ayano Kosaka                      | [ 8 ]   |
| 2014 | Mōretsu Pirates: Abyss of Hyperspace                                                    | Lynn Lambretta                    | [ 8 ]   |
| 2014 | Tamako Love Story                                                                       | Mari Uotani; Hinako Kitashirakawa | [ 8 ]   |
| 2015 | Kyōkai no Kanata Movie 2: I'll Be Here - Mirai-hen                                      | Ancestor Kuriyama                 | [ 8 ]   |
| 2015 | Code Geass: Bōkoku no Akito 3 - Kagayaku Mono Ten yori Otsu                             | Ayano Kosaka                      | [ 8 ]   |
| 2015 | Code Geass: Bōkoku no Akito 4 - Nikushimi no Kioku kara                                 | Ayano Kosaka                      | [ 8 ]   |
| 2015 | Little Witch Academia: Mahōjikake no Parade                                             | Diana Cavendish                   | [ 8 ]   |
| 2015 | High☆Speed! Movie: Free! Starting Days                                                  | Rei Ryūgazaki                     | [ 8 ]   |
| 2016 | Code Geass: Bōkoku no Akito 5 - Itoshiki Mono-tachi e                                   | Ayano Kosaka                      | [ 8 ]   |
| 2016 | Selector Destructed WIXOSS Movie                                                        | Sachi Togasaki                    | [ 8 ]   |
| 2016 | Planetarian: Hoshi no Hito                                                              | Job                               | [ 245 ] |
| 2016 | Ginga Kikōtai Majestic Prince Movie: Kakusei no Idenshi                                 | Kei Kugimiya                      | [ 8 ]   |
| 2017 | Ao Oni The Animation                                                                    | Mifuyu Hatano                     | [ 8 ]   |
| 2017 | Trinity Seven Movie 1: Eternity Library to Alchemic Girl                                | Mira Yamana                       | [ 8 ]   |
| 2017 | No Game No Life: Zero                                                                   | Corounne Dola; Stephanie Dola     | [ 246 ] |
| 2017 | Seitokai Yakuindomo Movie                                                               | Shino Amakusa                     | [ 8 ]   |
| 2017 | Mahō Shōjo Lyrical Nanoha: Reflection                                                   | Iris                              | [ 8 ]   |
| 2018 | Macross Δ Movie: Gekijō no Walküre                                                      | Claire Puddle                     | [ 8 ]   |
| 2018 | Sayonara no Asa ni Yakusoku no Hana o Kazarō                                            | Tita                              | [ 247 ] |
| 2018 | Nanatsu no Taizai Movie 1: Tenkū no Torawarebito                                        | Gala                              | [ 8 ]   |
| 2018 | Monster Strike the Movie: Sora no Kanata                                                | Lucifer                           | [ 8 ]   |
| 2018 | Senran Kagura Shinovi Master: Tokyo Yōma-hen                                            | Ryōbi                             | [ 8 ]   |
| 2018 | Mahō Shōjo Lyrical Nanoha: Detonation                                                   | Iris                              | [ 8 ]   |
| 2019 | Dungeon ni Deai o Motomeru no wa Machigatteiru Darō ka: Orion no Ya                     | Freya                             | [ 8 ]   |
| 2019 | Trinity Seven Movie 2: Heavens Library to Crimson Lord                                  | Mira Yamana                       | [ 8 ]   |
| 2019 | Frame Arms Girl Movie: Kyakkya Ufufu na Wonderland                                      | Ao Gennai                         | [ 8 ]   |
| 2019 | Free! Movie 3: Road to the World - Yume                                                 | Rei Ryugazaki (niño)              | [ 8 ]   |
| 2020 | Goblin Slayer: Goblin's Crown                                                           | Bruja                             | [ 8 ]   |
| 2020 | Monster Strike the Movie: Lucifer - Zetsubō no Yoake                                    | Lucifer                           | [ 8 ]   |
| 2020 | Seitokai Yakuindomo Movie 2                                                             | Shino Amakusa                     | [ 8 ]   |
| 2021 | BanG Dream! Movie: Episode of Roselia - I: Yakusoku                                     | Tomoe Udagawa                     | [ 8 ]   |
| 2021 | BanG Dream! Movie: Episode of Roselia - II: Song I Am.                                  | Tomoe Udagawa                     | [ 8 ]   |
| 2021 | BanG Dream! Film Live 2nd Stage                                                         | Tomoe Udagawa                     | [ 248 ] |
| 2023 | Rakudai Majo: Fūka to Yami no Majo                                                      | Megaira                           | [ 249 ] |
| 2023 | Bishōjo Senshi Sailor Moon Cosmos Movie                                                 | Sailor Lead Crow                  | [ 250 ] |
| 2023 | Otome Game no Hametsu Flag Shika Nai Akuyaku Reijō ni Tensei Shiteshimatta... The Movie | Alqus                             | [ 251 ] |
| 2024 | Mononoke Movie: Karakasa                                                                | Fuki Tokita                       | [ 252 ] |
| 2024 | Mononoke Movie: Dai-2 Shō - Hinezumi                                                    | Fuki Tokita                       | [ 253 ] |
| 2025 | As One                                                                                  | Kizana                            | [ 254 ] |

#### ONAs
| Año  | Título                                                               | Rol                           | Refs.   |
| ---- | -------------------------------------------------------------------- | ----------------------------- | ------- |
| 2014 | M3: Sono Kuroki Hagane Recap                                         | Emiru Hazaki                  | [ 8 ]   |
| 2014 | Anime de Wakaru Shinryōnaika                                         | Iyashi Kangoshi               | [ 255 ] |
| 2015 | Hetalia: The World Twinkle                                           | Monaco                        | [ 8 ]   |
| 2015 | Monster Strike                                                       | Lucifer                       | [ 8 ]   |
| 2016 | Monster Strike: Rain of Memories                                     | Lucifer                       | [ 8 ]   |
| 2017 | Monster Strike Anime                                                 | Lucifer                       | [ 8 ]   |
| 2017 | Sin: Nanatsu no Taizai Zange-roku                                    | Mammon                        | [ 8 ]   |
| 2017 | Monster Sonic!: Senritsu no Lucifer, Tada Hitotsu no Hajimari no Uta | Lucifer                       | [ 8 ]   |
| 2017 | Monster Sonic! D'Artagnan no Idol Sengen                             | Lucifer                       | [ 8 ]   |
| 2017 | Mahōka Kōkō no Rettōsei Movie: Hoshi wo Yobu Shōjo                   | Angelina Kudō Shields         | [ 256 ] |
| 2017 | Demi-chan wa Kataritai: Demi-chan no Natsuyasumi                     | Sakie Satō                    | [ 8 ]   |
| 2017 | Monster Strike Anime: Kieyuku Uchū-hen                               | Lucifer                       | [ 8 ]   |
| 2017 | Yi Ren Zhi Xia 2                                                     | He Xia                        | [ 8 ]   |
| 2018 | BanG Dream! Garupa☆Pico                                              | Tomoe Udagawa                 | [ 8 ]   |
| 2018 | Monster Strike The Animation                                         | Lucifer                       | [ 8 ]   |
| 2019 | Miru Tights                                                          | Yua Nakabeni                  | [ 257 ] |
| 2019 | 7 Seeds                                                              | Hana Sugurono                 | [ 258 ] |
| 2020 | 7 Seeds 2nd Season                                                   | Hana Sugurono                 | [ 8 ]   |
| 2020 | Psycho-Pass 3: First Inspector                                       | Karina Komiya                 | [ 8 ]   |
| 2020 | BanG Dream! Garupa☆Pico: Oomori                                      | Tomoe Udagawa                 | [ 8 ]   |
| 2020 | Tian Guan Cifu                                                       | Wen Ling                      | [ 8 ]   |
| 2020 | Vlad Love                                                            | Jinko Sumida                  | [ 259 ] |
| 2021 | Tenkū Shinpan                                                        | Yayoi Kusakabe                | [ 260 ] |
| 2021 | Shaman King: Funbari Onsen Hanjōki                                   | Yoh Asakura                   | [ 8 ]   |
| 2021 | BanG Dream! Garupa☆Pico Fever!                                       | Tomoe Udagawa                 | [ 8 ]   |
| 2022 | BanG Dream! 5th Anniversary Animation: CiRCLE Thanks Party!          | Tomoe Udagawa                 | [ 8 ]   |
| 2022 | Zanting! Rang Wo Cha Gonglue                                         | Yinuo Liu                     | [ 8 ]   |
| 2022 | Bastard!! Ankoku no Hakaishin                                        | Arshes Nei                    | [ 261 ] |
| 2022 | Bastard!! Ankoku no Hakaishin Part 2                                 | Arshes Nei                    | [ 262 ] |
| 2022 | Romantic Killer                                                      | Yukana Kishi                  | [ 8 ]   |
| 2023 | Itō Junji: Maniac                                                    | Chiemi                        | [ 263 ] |
| 2023 | Bastard!! Ankoku no Hakaishin: Jigoku no Chinkonka-hen               | Arshes Nei                    | [ 264 ] |
| 2023 | Shangri-La Frontier Mini Anime                                       | Arthur Pencilgon / Towa Amane | [ 8 ]   |
| 2023 | Tian Guan Cifu Er                                                    | Wen Ling                      | [ 8 ]   |
| 2023 | Pluto                                                                | Atom                          | [ 265 ] |
| 2024 | T.P BON                                                              | Tetsuo Shiraishi              | [ 266 ] |
| 2024 | Code Geass: Dakkan no Rozé                                           | Ayano Kosaka                  | [ 8 ]   |
| 2024 | Wuliao Jiu Wanjie                                                    | Shanina                       | [ 8 ]   |
| 2024 | T.P BON Season 2                                                     | Tetsuo Shiraishi              | [ 8 ]   |
| 2024 | Murai no Koi                                                         | Ayano Tanaka                  | [ 267 ] |
| 2025 | Nomo no Kuni                                                         | Natsuna                       | [ 8 ]   |
| 2025 | Gekkan! Nanmono Anime                                                | Dai-Sanseiuo                  | [ 268 ] |

#### OVAs
| Año  | Título                                                                                | Rol                        | Refs.   |
| ---- | ------------------------------------------------------------------------------------- | -------------------------- | ------- |
| 2010 | Seikon no Qwaser: Jotei no Shōzōser                                                   | Hana Katsuragi             | [ 8 ]   |
| 2011 | Seitokai Yakuindomo OVA                                                               | Shino Amakusa              | [ 8 ]   |
| 2011 | Kore wa Zombie Desu ka? OVA                                                           | Seraphim                   | [ 8 ]   |
| 2011 | IS: Infinite Stratos Encore - Koi ni Kogareru Rokujūsō                                | Hōki Shinonono             | [ 8 ]   |
| 2012 | High School DxD OVA                                                                   | Rias Gremory               | [ 8 ]   |
| 2012 | Kore wa Zombie Desu ka? of the Dead: Hai, Minotake ni Attemasu                        | Seraphim                   | [ 8 ]   |
| 2012 | Code:Breaker OVA                                                                      | Sakura Sakurakōji          | [ 8 ]   |
| 2013 | Ro-Kyu-Bu!: Tomoka no Ichigo Sundae                                                   | Saki Nagatsuka             | [ 8 ]   |
| 2013 | Yozakura Quartet: Tsuki ni Naku                                                       | Nadeshiko Matsudaira       | [ 269 ] |
| 2014 | Magi: Sinbad no Bōken                                                                 | Esra                       | [ 8 ]   |
| 2014 | Seitokai Yakuindomo* OVA                                                              | Shino Amakusa              | [ 8 ]   |
| 2014 | IS: Infinite Stratos 2 - World Purge-hen                                              | Hōki Shinonono             | [ 8 ]   |
| 2014 | Kanojo ga Flag o Oraretara: Christmas? Sonna Mono ga Boku ni Tsūyō Suru to Omō no ka? | Rin Eiyūzaki               | [ 8 ]   |
| 2014 | Ikki Tōsen: Extravaganza Epoch                                                        | Benkei Musashibo           | [ 8 ]   |
| 2015 | High School DxD New: Oppai, Tsutsumimasu!                                             | Rias Gremory               | [ 8 ]   |
| 2015 | Trinity Seven: Nanatsu no Taizai to Nana Madōshi                                      | Mira Yamana                | [ 8 ]   |
| 2015 | Senran Kagura Estival Versus: Mizugi-darake no Zenyasai                               | Ryōbi                      | [ 8 ]   |
| 2015 | High School DxD BorN: Yomigaeranai Fushichō                                           | Rias Gremory               | [ 8 ]   |
| 2016 | Hetalia: The World Twinkle Extra Disc                                                 | Monaco                     | [ 8 ]   |
| 2016 | Bikini Warriors OVA                                                                   | Fighter                    | [ 8 ]   |
| 2017 | Oshiete! Galko-chan: Natsuyasumi tte Hontō desu ka?                                   | Hermana mayor de Galko     | [ 8 ]   |
| 2017 | New Game! Watashi, Shain Ryokō tte Hajimete nanode...                                 | Kō Yagami                  | [ 8 ]   |
| 2017 | Yama no Susume: Omoide Present                                                        | Kaede Saitō                | [ 8 ]   |
| 2018 | Yuragi-sō no Yūna-san OVA                                                             | Hiyori Miyazaki; Narradora | [ 8 ]   |
| 2022 | Yūkoku no Moriarty OVA                                                                | Irene Adler / James Bond   | [ 8 ]   |
| 2022 | Arifureta Shokugyō de Sekai Saikyō: Maboroshi no Bōken to Kiseki no Kaigō             | Tio Klarus                 | [ 8 ]   |
| 2024 | Watashi no Shiawase na Kekkon: Watashi no Shiawase na Katachi                         | Hazuki Kudō                | [ 8 ]   |

#### Especiales
| Año  | Título                                                                                | Rol                            | Refs.   |
| ---- | ------------------------------------------------------------------------------------- | ------------------------------ | ------- |
| 2009 | K-On!: Ura-On!                                                                        | Mio Akiyama                    | [ 8 ]   |
| 2010 | K-On!: Live House!                                                                    | Mio Akiyama                    | [ 8 ]   |
| 2010 | Magic Kaito                                                                           | Jody Hopper                    | [ 8 ]   |
| 2010 | Seikon no Qwaser Picture Drama                                                        | Hana Katsuragi                 | [ 8 ]   |
| 2010 | Ichiban Ushiro no Dai Maō Specials                                                    | Junko Hattori                  | [ 8 ]   |
| 2010 | K-On!!: Ura-On!!                                                                      | Mio Akiyama                    | [ 8 ]   |
| 2010 | Seikimatsu Occult Gakuin Specials                                                     | Maya Kumashiro                 | [ 8 ]   |
| 2011 | K-On!!: Keikaku!                                                                      | Mio Akiyama                    | [ 8 ]   |
| 2011 | Stitch!: Zutto Saikō no Tomodachi Special                                             | Reika                          | [ 8 ]   |
| 2011 | Seikon no Qwaser II Picture Drama                                                     | Hana Katsuragi                 | [ 8 ]   |
| 2011 | Rio: Rainbow Gate! Special                                                            | Linda                          | [ 8 ]   |
| 2012 | High School DxD Specials                                                              | Rias Gremory                   | [ 8 ]   |
| 2012 | Inu x Boku SS: Miketsukami-kun Henka/Switch/Omamagoto                                 | Nobara Yukinokōji              | [ 8 ]   |
| 2012 | Hagure Yūsha no Estetica: Hajirai Ippai                                               | Miu Ōsawa                      | [ 8 ]   |
| 2013 | Saki Achiga-hen: Episode of Side-A Specials                                           | Satoha Tsujigaito              | [ 8 ]   |
| 2013 | Koi to Senkyo to Chocolate: Koi Imōto!                                                | Kimika Haida                   | [ 8 ]   |
| 2013 | Yama no Susume: Kabe tte Kowakunai no?                                                | Kaede Saitō                    | [ 8 ]   |
| 2013 | Gokujo.: Sōda Onsen ni Ikō!!                                                          | Aya Akabane                    | [ 8 ]   |
| 2013 | Hyakka Ryōran: Samurai Bride Specials                                                 | Musashi Miyamoto               | [ 8 ]   |
| 2013 | Ro-Kyu-Bu! SS Recap                                                                   | Saki Nagatsuka                 | [ 8 ]   |
| 2013 | To Aru Majutsu no Index-tan Movie: Endymion no Kiseki - Ga Attari Nakattari           | Shutaura Sequenzia             | [ 8 ]   |
| 2013 | IS: Infinite Stratos 2 - Hitonatsu no Omoide                                          | Hōki Shinonono                 | [ 8 ]   |
| 2014 | Senki Zesshō Symphogear G: Senki Zesshō Shinai Symphogear                             | Maria Cadenzavna Eve           | [ 8 ]   |
| 2014 | No Game No Life Specials                                                              | Stephanie Dola                 | [ 8 ]   |
| 2014 | Kenzen Robo Daimidaler Specials                                                       | Kyōko Sonan                    | [ 8 ]   |
| 2014 | Hanamonogatari                                                                        | Higasa                         | [ 8 ]   |
| 2014 | Seirei Tsukai no Bladedance Specials                                                  | Restia Ashdoll                 | [ 8 ]   |
| 2014 | Sword Art Online II: Debriefing                                                       | Endō                           | [ 8 ]   |
| 2014 | Yama no Susume Second Season Specials                                                 | Kaede Saitō                    | [ 8 ]   |
| 2015 | High School DxD BorN: Ishibumi Ichiei Kanzen Kanshū! Mōsō Bakuyō Kaijo Original Video | Rias Gremory                   | [ 8 ]   |
| 2015 | Yankee-kun na Yamada-kun to Megane-chan to Majo                                       | Hana Adachi                    | [ 270 ] |
| 2015 | Rokka no Yūsha Picture Drama                                                          | Nashetania Loei Piena Augustra | [ 8 ]   |
| 2015 | Fate/kaleid liner Prisma☆Illya 2wei Herz! Specials                                    | Hibari Kurihara                | [ 8 ]   |
| 2015 | Senki Zesshō Symphogear GX: Senki Zesshō Shinai Symphogear                            | Maria Cadenzavna Eve           | [ 8 ]   |
| 2015 | Bikini Warriors Special                                                               | Fighter                        | [ 8 ]   |
| 2016 | Queen's Blade: Grimoire                                                               | Seiten                         | [ 8 ]   |
| 2016 | Working!!! Lord of the Takanashi                                                      | Izumi Takanashi                | [ 8 ]   |
| 2016 | Danganronpa 3: The End of Kibōgamine Gakuen - Kibō-hen                                | Kyōko Kirigiri                 | [ 8 ]   |
| 2016 | Ginga Kikōtai Majestic Prince: Mirai e no Tsubasa                                     | Kei Kugimiya                   | [ 8 ]   |
| 2016 | Long Riders! Recap                                                                    | Saki Takamiya                  | [ 8 ]   |
| 2017 | Berserk Recap                                                                         | Farnese de Vandimion           | [ 8 ]   |
| 2017 | Berserk: Majo no Tsuisō                                                               | Farnese de Vandimion           | [ 8 ]   |
| 2017 | Sin: Nanatsu no Taizai Zange-roku Specials                                            | Mammon                         | [ 8 ]   |
| 2017 | Senki Zesshō Symphogear AXZ: Senki Zesshō Shinai Symphogear                           | Maria Cadenzavna Eve           | [ 8 ]   |
| 2018 | High School DxD Hero: Taiikukan-ura no Holy                                           | Rias Gremory                   | [ 8 ]   |
| 2018 | Sword Art Online Alternative: Gun Gale Online - Refrain                               | Pitohui / Elza Kanzaki         | [ 8 ]   |
| 2018 | Violet Evergarden: Kitto "Ai" wo Shiru Hi ga Kuru no Darō                             | Irma Felice                    | [ 8 ]   |
| 2018 | Shingeki no Kyojin Season 3 Specials                                                  | Frieda Reiss                   | [ 8 ]   |
| 2019 | Miru Tights: Cosplay Satsuei Tights                                                   | Yua Nakabeni                   | [ 8 ]   |
| 2019 | Senki Zesshō Symphogear XV: Senki Zesshō Shinai Symphogear                            | Maria Cadenzavna Eve           | [ 8 ]   |
| 2019 | Arifureta Shokugyō de Sekai Saikyō Specials                                           | Tio Klarus                     | [ 8 ]   |
| 2021 | Vanitas no Carte: Le Chemin Parcouru Depuis la Rencontre                              | Veronica de Sade               | [ 8 ]   |
| 2022 | Vanitas no Carte: En Route Pour le Gévaudan                                           | Veronica de Sade               | [ 8 ]   |
| 2022 | Arifureta Shokugyō de Sekai Saikyō 2nd Season Picture Drama                           | Tio Klarus                     | [ 8 ]   |
| 2022 | Arifureta Shokugyō de Sekai Saikyō: Arifureta Yorimichi de Sekai Saikyō               | Tio Klarus                     | [ 8 ]   |
| 2022 | Dr. Stone: Ryūsui                                                                     | Minami Hokutozai               | [ 271 ] |
| 2023 | Jujutsu Kaisen Season 2 Recaps                                                        | Utahime Iori                   | [ 8 ]   |
| 2024 | Shangri-La Frontier - Saishin Wa made Maruwakari! Chōsoku Digest                      | Arthur Pencilgon / Towa Amane  | [ 8 ]   |
| 2024 | Fairy Tail: 100 Years Quest - Kanwa - Lucy's Diary                                    | Karameel                       | [ 8 ]   |
| 2025 | Cocoon: Aru Natsu no Shōjo-tachi yori                                                 | Tamaki                         | [ 8 ]   |

### Videojuegos
- Granado Espada (2006), Berroniff
- Megazone 23: Aoi Garland (2007), Mami Nakagawa
- Ken to Mahou to Gakuen Mono (2008), Female Gnome
- K-On! Hōkago Live!! (2010), Mio Akiyama
- Danganronpa: Trigger Happy Havoc (2010), Kyōko Kirigiri[272]
- Umineko no Naku koro ni: Majo to Suiri no Rondo (2010), Satan[272]
- L@ve once (2010), Meru Toritome
- Black Rock Shooter: The Game (2011), Shizu
- Umineko no Naku koro ni Chiru: Shinjitsu to Gensō no Nocturne (2011), Satan
- Lollipop Chainsaw (2012), Juliet Starling (como configuración predeterminada en la versión japonesa de PS3)
- Phantasy Star Online 2 (2012), Echo
- Senran Kagura Shinovi Versus (2013), Ryōbi
- Super Heroine Chronicle (2014), Houki Shinonono[273]
- Granblue Fantasy (2014), Anne, Selfira
- Makai Shin Trillion (2015), Faust
- Senran Kagura: Estival Versus (2015), Ryōbi
- Valkyrie Drive: Bhikkhuni (2015), Momo Kuzuryū
- Lord of Vermilion Arena (2015), Yaiba
- 7th Dragon 2020 (2011)
  - 7th Dragon 2020-II (2013)
  - 7th Dragon III code:VFD (2016)[272]
- Dragon Quest Heroes II (2016), Minea[272]
- Fushigi no Gensokyo 3 (2014), Marisa Kirisame
  - Touhou Genso Wanderer (2015), Marisa Kirisame
- The Alchemist Code (2016), Agatha [274]
  - Fushigi no Gensokyo TOD -RELOADED- (2016), Marisa Kirisame
- Super Robot Wars OG: The Moon Dwellers (2016), Katia Grineal
- Street Fighter V (2016), Laura Matsuda[272]
- Breath of Fire 6 (2016), Protagonist (Female)[272]
- Girls' Frontline (2016), K11, Lewis[275]
- World of Final Fantasy (2016), Refia[272]
- Senki Zesshō Symphogear XD Unlimited (2017), Maria Cadenzavna Eve
- Kirara Fantasia (2017), Kanna
- Infinite Stratos: Archetype Breaker (2017), Houki Shinonono
- Fire Emblem Heroes (2017), Fir, Athena[272]
- BanG Dream! Girls Band Party! (2017), Tomoe Udagawa
- Xenoblade Chronicles 2 (2017), Nyuutsu[272]
- BlazBlue: Cross Tag Battle (2018), Weiss Schnee[272][276]
- Azur Lane (2017), USS Honolulu, USS St. Louis
- Sdorica (2018), Hyacinthus Folrey, Hyacinthus SP
- Super Neptunia RPG (2018), Kukei
- Dragalia Lost (2018), Celliera
- Arknights (2019), Kal'tsit
- Our World is Ended (2019), Yoko Ichinose[277]
- Pokémon Masters EX (2019), Elesa
- Girls X Battle 2 – Fencer[278]
- Fate/Grand Order (2020), Kijyo Koyo
- Another Eden (2020), Heena
- Moe! Ninja Girls RPG (2020), Enju Saion-ji[279]
- Love Live! School Idol Festival All Stars (2020), Kaoruko Mifune
- Persona 5 Strikers (2020), Kuon Ichinose
- War of the Visions: Final Fantasy Brave Exvius (2020), Shadowlynx[280]
- Atri: My Dear Moments (2020), Catherine[281]
- Magia Record (2021), Tsubaki Mikoto
- The Legend of Heroes: Trails Through Daybreak (2021), Judith Lanster
- Alchemy Stars (2021), Regina, Jona
- Counter:Side (2021), Hilde
- Fairy Fencer F: Refrain Chord (2022), Glace[282]
- The Legend of Heroes: Trails Through Daybreak II (2022), Judith Lanster[283]
- Star Ocean: The Divine Force (2022), Malkya Trathen[284]
- Echocalypse (2022), Niz
- Goddess of Victory: Nikke (2022), Neve, Red Hood[285]
- Dragon Quest Treasures (2022), Bonnie, Monsters[286]
- Fire Emblem Engage (2023), Ivy
- Cookie Run: Kingdom (2023), Blueberry Pie Cookie
- Honkai Impact 3 (2023), Vita[287]
- Omega Strikers (2023), Estelle
- Yohane the Parhelion: Blaze in the Deepblue (2023), Lailaps[288]
- TEVI (2023), Celia[289]
- Epic7 (2023), Nahkwol[290]
- Ex Astris (2024), ZERO²[291]
- Uma Musume Pretty Derby (2024), Orfevre
- Touhoy Spell Carnivall (2024), Yukari Yakumo
- Genshin Impact (2024), Emilie
- Zenless Zone Zero (2025), Evelyn Chevalier [292]
- Like a Dragon: Pirate Yakuza in Hawaii (2025), Naomi Rich
- Wuthering Waves (2025), Augusta[293]

### CD drama
- Sekai de Ichiban Tsuyoku Naritai! (2011), Elena Miyazawa[294]
- Watashi ni Shinasai! (2012), Yukina Himuro
- Taiyō no Ie (2012), Chihiro
- Last Game (2015–2016), Mikoto Kujō[295]
- Yōkai Gakkō no Sensei Hajimemashita!, Beniko Zashiki
- Kusuriya no Hitorigoto (2020), Gyokuyō[296]

### Doblaje

#### Acción real
- Against the Dark, Charlotte (Skye Bennett)[297]
- Alex Rider, Kyra Vashenko-Chao (Marli Siu)[298]
- Capitana Marvel, Minn-Erva (Gemma Chan)[299]
- Secuestro En Cleveland, Gina DeJesus (Katie Sarife)[300]
- Escape Room: Tournament of Champions, Claire (Isabelle Fuhrman)[301]
- Ghostbusters: Afterlife, Lucky Domingo (Celeste O'Connor)[302]
- Ghostbusters: Frozen Empire, Lucky Domingo (Celeste O'Connor)[303]
- Good Sam, Dr. Lex Trulie (Skye P. Marshall)[304]
- Magadheera, Mithravinda / Indu (Kajal Aggarwal)[305]
- The Nevers, Mary Brighton (Eleanor Tomlinson)[306]
- Scream 4, Jill Roberts (Emma Roberts)[307]

#### Animación
- Chuggington, Piper[308]
- The Loud House, Lori y Lucy[309]
- RWBY, Weiss Schnee[310]
- American Graffiti (2011 Blu-ray edition), Carol (Mackenzie Phillips)
- The Sound of Music (50th Anniversary edition), Liesl (Charmian Carr)
- Sin rastro, Becky (Andrea Bowen)
- Hanazuki: Full of Treasures, Hanazuki
- Justice League Action, Harley Quinn
- The Loud House Movie, Lori y Lucy
- Los Casagrande, Lori y Lucy

## Discografía

### Sencillos y álbumes
Como actriz de voz de Mio Akiyama en K-On!, participó en cuatro sencillos y dos álbumes.
- "Cagayake! Girls" clasificado #2 en las listas de sencillos japonesas de Oricon.[312]
- "Don't say 'lazy'" clasificado #3 en las listas de sencillos de Oricon,[313] y recibió el premio "Mejor Canción" en los premios Animation Kobe.[314]
- "Light and Fluffy Time" (ふわふわ時間?) clasificado #3 en las listas de sencillos de Oricon.[315]
- "Mio Akiyama" (秋山澪?) clasificado #2 en las listas de sencillos de Oricon.[316]
- Hōkago Teatime (放課後ティータイム?) clasificado #1 en las listas de álbumes de Oricon.[317][318]

Como actriz de voz de Kiyono Amahara en Chu-Bra!!, participó en tres sencillos.
- "Choose Bright!!", junto a Minori Chihara, Minako Kotobuki y Sayuri Yahagi, utilizado como tema de apertura de la serie de anime Chu-Bra!!.[319]
- "Shy Girls", junto a Minori Chihara, Minako Kotobuki y Sayuri Yahagi, utilizado como tema de cierre de la serie de anime Chu-Bra!!.[319]
- "We Know", junto a Minori Chihara, Minako Kotobuki y Sayuri Yahagi, utilizado como tema de cierre del episodio 12 de la serie de anime Chu-Bra!!.[319]

Como actriz de voz de Hana Katsuragi en Seikon no Qwaser, participó en dos sencillos.
- "Passionate squall", junto a Ayumi Fujimura, Aki Toyosaki, Minori Chihara y Aya Hirano, utilizado como tema de cierre de los episodios 1 a 4 y 6 a 12 de la serie de anime Seikon no Qwaser.[320]
- "Wishes Hypocrites", junto a Ayumi Fujimura, Aki Toyosaki, Minori Chihara y Aya Hirano, utilizado como tema de cierre de los episodios 13 a 23 de la serie de anime Seikon no Qwaser.[319]

Como actriz de voz de Maya Kumashiro en Seikimatsu Occult Gakuin, participó en un sencillo.
- "Love Machine", utilizado como canción insertada de la serie de anime Seikimatsu Occult Gakuin.[321]

Como actriz de voz de Hōki Shinonono en IS: Infinite Stratos, participó en dossencillos.
- "SUPER∞STREAM", junto a Yukana, Asami Shimoda, Kana Hanazawa y Marina Inoue, utilizado como tema de cierre de la serie de anime IS: Infinite Stratos.[322]
- "BEAUTIFUL SKY", junto a Yukana, Asami Shimoda, Kana Hanazawa, Marina Inoue, Chiwa Saitō y Suzuko Mimori, utilizado como tema de cierre de la serie de anime IS: Infinite Stratos 2.[323]
- "BEAUTIFUL SKY", junto a Yukana, Asami Shimoda, Kana Hanazawa y Marina Inoue, utilizado como tema de cierre de la OVA de anime IS: Infinite Stratos 2 - Hitonatsu no Omoide.[324]
- "BEAUTIFUL SKY", junto a Yukana, Asami Shimoda, Kana Hanazawa, Marina Inoue, Chiwa Saitō y Suzuko Mimori, utilizado como tema de cierre de la OVA de anime IS: Infinite Stratos 2 - World Purge-hen.[325]

Como actriz de voz de Seraphim en Kore wa Zombie Desu ka?, participó en un sencillo.
- "Kyūketsu Venus" (吸血ヴィーナス?), junto a Aya Gōda, utilizado como canción insertada de la serie de anime Kore wa Zombie Desu ka?.[326]

Como actriz de voz de Hiyori Kazane en Sora no Otoshimono, participó en un sencillo.
- "Crayon" (クレヨン Kureyon?), utilizado como canción insertada de la película de anime Sora no Otoshimono: Tokeijikake no Angeloid.[327]

Como actriz de voz de Saki Nagatsuka en Ro-Kyu-Bu!, participó en cuatro sencillos.
- "SHOOT!", junto a Kana Hanazawa, Rina Hidaka, Yuka Iguchi y Yui Ogura, utilizado como tema de apertura de la serie de anime Ro-Kyu-Bu!.[328]
- "Party Love - Okkiku Naritai" (Party Love～おっきくなりたい～?), junto a Kana Hanazawa, Rina Hidaka, Yuka Iguchi y Yui Ogura, utilizado como tema de cierre de la serie de anime Ro-Kyu-Bu!.[328]
- "Get goal!", junto a Kana Hanazawa, Rina Hidaka, Yuka Iguchi y Yui Ogura, utilizado como tema de apertura de la serie de anime Ro-Kyu-Bu! SS.[329]
- "Rolling! Rolling!", junto a Kana Hanazawa, Rina Hidaka, Yuka Iguchi y Yui Ogura, utilizado como tema de cierre de la serie de anime Ro-Kyu-Bu! SS.[329]
- "SHOOT!", junto a Kana Hanazawa, Rina Hidaka, Yuka Iguchi y Yui Ogura, utilizado como canción insertada de la serie de anime Ro-Kyu-Bu! SS.[329]

Como actriz de voz de Nobara Yukinokōji en Inu × Boku SS, participó en un sencillo.
- "Taiyō to Tsuki" (太陽と月?), junto a Yoshimasa Hosoya, utilizado como tema de cierre del episodio 7 de la serie de anime Inu x Boku SS.[330]

Como actriz de voz de Aya Akabane en Gokujo.: Gokurakuin Joshikō Ryō Monogatari, participó en dos sencillos.
- "Gokujo. Joking?" (ゴクジョッ。のジョーケン?), junto a Maaya Uchida, Ayana Taketatsu y Satomi Akesaka, utilizado como tema de apertura de la serie de anime Gokujo.: Gokurakuin Joshikō Ryō Monogatari.[331]
- "Extreme Woman Overdrive" (極・女おー・う゛ぁーどらいぶ?), junto a Maaya Uchida, Ayana Taketatsu y Satomi Akesaka, utilizado como tema de cierre de la serie de anime Gokujo.: Gokurakuin Joshikō Ryō Monogatari.[331]

Como actriz de voz de Kei Kugimiya en Ginga Kikōtai Majestic Prince, participó en un sencillo.
- "Arigatō. Tadaima." (アリガトウ。タダイマ。?), junto a Yuka Iguchi, utilizado como tema de cierre de los episodios 13, 14, 17 y 23 de la serie de anime Ginga Kikōtai Majestic Prince.[332]
- "Arigatō. Tadaima." (アリガトウ。タダイマ。?), junto a Yuka Iguchi, utilizado como tema de cierre del episodio especial de anime Ginga Kikōtai Majestic Prince: Mirai e no Tsubasa.[333]

Como actriz de voz de Kayura Tsurugino en Hayate no Gotoku!, participó en un sencillo.
- "Suiyōbi no Sunday" (水曜日のサンデー?), utilizado como tema de cierre del episodio 11 de la serie de anime Hayate no Gotoku! Cuties.[334]

Como actriz de voz de Maria Cadenzavna Eve en Senki Zesshō Symphogear, participó en diecisiete sencillos.
- "Ressou Yari - Gungnir" (烈槍・ガングニール;?), utilizado como tema de cierre del episodio 1 de la serie de anime Senki Zesshō Symphogear G.[335]
- "Nijiiro no Flugel" (虹色のフリューゲル?), junto a Aoi Yūki, Nana Mizuki, Ayahi Takagaki, Yoshino Nanjō, Ai Kayano y Minami Takayama, utilizado como tema de cierre del episodio 13 de la serie de anime Senki Zesshō Symphogear G.[335]
- "Apple", junto a Yui Horie, utilizado como canción insertada de la serie de anime Senki Zesshō Symphogear G.[335]
- "Dark Oblivion", utilizado como canción insertada de la serie de anime Senki Zesshō Symphogear G.[335]
- "Fushichō no Flamme" (不死鳥のフランメ?), junto a Nana Mizuki, utilizado como canción insertada de la serie de anime Senki Zesshō Symphogear G.[335]
- "Hajimari no Babel" (始まりの歌（バベル）?), junto a Aoi Yūki, Nana Mizuki, Ayahi Takagaki, Yoshino Nanjō y Ai Kayano, utilizado como canción insertada de la serie de anime Senki Zesshō Symphogear G.[335]
- "Ressou - Gungnir" (烈槍・ガングニール?), utilizado como canción insertada de la serie de anime Senki Zesshō Symphogear G.[335]
- "Arigato wo Utai Nagara" (「ありがとう」を唄いながら?), junto a Yoshino Nanjō y Ai Kayano, utilizado como canción insertada de la serie de anime Senki Zesshō Symphogear GX.[336]
- "Ginude Airgetlam" (銀腕・アガートラーム?), utilizado como canción insertada de la serie de anime Senki Zesshō Symphogear GX.[336]
- "Ginude Airgetlam remix" (銀腕・アガートラーム?), junto a Yuka Iguchi, Kana Asumi y Yui Ogura, utilizado como canción insertada de la serie de anime Senki Zesshō Symphogear GX.[336]
- "Hajimari no Babel" (始まりの歌（バベル）?), junto a Aoi Yūki, Nana Mizuki, Ayahi Takagaki, Yoshino Nanjō y Ai Kayano, utilizado como canción insertada de la serie de anime Senki Zesshō Symphogear GX.[336]
- "Niji Iro no Furyugeru" (虹色のフリューゲル?), junto a Aoi Yūki, Nana Mizuki, Ayahi Takagaki, Yoshino Nanjō y Ai Kayano, utilizado como canción insertada de la serie de anime Senki Zesshō Symphogear GX.[336]
- "Ressou - Gungnir" (烈槍・ガングニール?), utilizado como canción insertada de la serie de anime Senki Zesshō Symphogear GX.[336]
- "Seiten Galaxy Cross" (星天ギャラクシィクロス?), junto a Nana Mizuki, utilizado como canción insertada de la serie de anime Senki Zesshō Symphogear GX.[336]
- "Senritsu Sorority" (旋律ソロリティ?), junto a Yoshino Nanjō y Ai Kayano, utilizado como tema de cierre del episodio 1 de la serie de anime Senki Zesshō Symphogear AXZ.[337]
- "Axia no Kaze" (アクシアの風?), junto a Aoi Yūki, Nana Mizuki, Ayahi Takagaki, Yoshino Nanjō y Ai Kayano, utilizado como tema de cierre del episodio 6 de la serie de anime Senki Zesshō Symphogear AXZ.[337]
- "Nijiiro no Flügel" (虹色のフリューゲル?), junto a Aoi Yūki, Nana Mizuki, Ayahi Takagaki, Yoshino Nanjō y Ai Kayano, utilizado como tema de cierre del episodio 13 de la serie de anime Senki Zesshō Symphogear AXZ.[337]
- "Change the Future", junto a Ayahi Takagaki, utilizado como canción insertada de la serie de anime Senki Zesshō Symphogear AXZ.[337]
- "Stand up! Ready!!", utilizado como canción insertada de la serie de anime Senki Zesshō Symphogear AXZ.[337]
- "Apple", junto a Yui Horie, utilizado como canción insertada de la serie de anime Senki Zesshō Symphogear XV.[338]
- "Fushichō no Flamme" (不死鳥のフランメ?), junto a Nana Mizuki, utilizado como canción insertada de la serie de anime Senki Zesshō Symphogear XV.[338]
- "Rikka Ryōran" (六花繚乱?), junto a Aoi Yūki, Nana Mizuki, Ayahi Takagaki, Yoshino Nanjō y Ai Kayano, utilizado como canción insertada de la serie de anime Senki Zesshō Symphogear XV.[338]
- "Shirogane no Honō -keep the faith-" (白銀の炎 -keep the faith-?), utilizado como canción insertada de la serie de anime Senki Zesshō Symphogear XV.[338]

Como actriz de voz de Rias Gremory en High School DxD, participó en dos sencillos.
- "Hōteishiki wa Kotaenai" (方程式は答えない?), junto a Shizuka Itō, Azumi Asakura y Ayana Taketatsu, utilizado como tema de cierre de los episodios 1 a 6 de la serie de anime High School DxD New.[339]
- "Lovely ♥ Devil", junto a Shizuka Itō, Azumi Asakura y Ayana Taketatsu, utilizado como tema de cierre de los episodios 7 a 12 de la serie de anime High School DxD New.[339]

Como actriz de voz de Rin Eiyūzaki en Kanojo ga Flag o Oraretara, participó en un sencillo.
- "Kanojo ga Flag o Tateru Riyū" (彼女がフラグを立てる理由?), junto a Ibuki Kido, Ai Kayano, Kana Asumi, Kana Hanazawa y Ayaka Suwa, utilizado como tema de cierre de la serie de anime Kanojo ga Flag o Oraretara.[340]

Como actriz de voz de Kaede Saitō en Yama no Susume, participó en un sencillo.
- "Natsuiro no Present" (夏色のプレゼント?), junto a Yuka Iguchi, Kana Asumi y Yui Ogura, utilizado como tema de apertura de los episodios 1 a 15 de la serie de anime Yama no Susume Second Season.[341]

Como actriz de voz de Mira Yamana en Trinity Seven, participó en un sencillo.
- "TRINITY×SEVENTH+HEAVEN", junto a Ryōka Yuzuki, utilizado como tema de cierre de los episodios 8, 10 y 12 de la serie de anime Trinity Seven.[342]

Como actriz de voz de Nashetania Loei Piena Augustra en Rokka no Yūsha, participó en un sencillo.
- "Dance in the Fake", utilizado como tema de cierre de los episodios 4, 5 y 10 de la serie de anime Rokka no Yūsha.[343]

Como actriz de voz de Izumi Takanashi en Working!!, participó en un sencillo.
- "Eyecatch! Too much!", junto a Haruka Tomatsu y Sora Amamiya, utilizado como tema de aperturan de la serie de anime WWW.Working!!.[344]

Como actriz de voz de Saki Takamiya en Long Riders!, participó en un sencillo.
- "Happy Ice Cream!", junto a Hiromi Igarashi, Nao Tōyama, Rumi Ōkubo y Yurika Kurosawa, utilizado como tema de apertura de cierre de la serie de anime Long Riders!.[345]

Como actriz de voz de Ruri Fujiki en Piace: Watashi no Italian, participó en un sencillo.
- "Honjitsu no Tobikiri Buono!" (本日のとびきりBuono(ボーノ)！?), utilizado como tema de cierre de la serie de anime Piace: Watashi no Italian.[346]

Como actriz de voz de Lucifer en Monster Strike, participó en un sencillo.
- "Perfect Glory ~Senritsu no Kanata e~" (Perfect Glory ～旋律の彼方へ～?), utilizado como tema de cierre de la ONA de anime Monster Sonic! D'Artagnan no Idol Sengen.[347]

Como actriz de voz de Hina Tachibana en Domestic na Kanojo, participó en un sencillo.
- "Hakanai Kiss de Owarasete" (儚いキスで終わらせて?), utilizado como canción insertada de la serie de anime Domestic na Kanojo.[348]

Como actriz de voz de Yua Nakabeni en Miru Tights, participó en un sencillo.
- "True Days", junto a Haruka Tomatsu y Aya Suzaki, utilizado como tema de cierre de la ONA de anime Miru Tights.

Como actriz de voz de Neutrófila U1196 en Hataraku Saibō Black, participó en un sencillo.
- "Ue wo Muite Hakobou" (上を向いて運ぼう?), junto a Junya Enoki, utilizado como tema de cierre de la serie de anime Hataraku Saibō Black.

Como actriz de voz de Yoh Asakura en Shaman King, participó en un sencillo.
- "Courage Soul", utilizado como tema de cierre de los episodios 40 a 44 y 46 a 49 de la serie de anime Shaman King.[349]

Como actriz de voz de Yinuo Liu en Zanting! Rang Wo Cha Gonglue, participó en un sencillo.
- "Resonance Resonance", junto a Ai Kakuma, utilizado como tema de cierre de la ONA de anime Zanting! Rang Wo Cha Gonglue.[350]

Como actriz de voz de Weiss Schnee en RWBY: Hyōsetsu Teikoku, participó en un sencillo.
- "Mirror Mirror", utilizado como canción insertada de la serie de anime RWBY: Hyōsetsu Teikoku.[351]

A continuación se muestran sencillos bajo su propio nombre.
- "Ashita, Hareru Kana" (明日、晴れるかな?), junto a Sachika Misawa, utilizado como canción insertada de la película de anime To Aru Majutsu no Index: Endymion no Kiseki.[352]
- "Utsukushiki Zankoku na Sekai" (美しき残酷な世界?), utilizado como tema de cierre de los episodios 1 a 13 de la serie de anime Shingeki no Kyojin.[353]
- "Owaranai no Uta" (終わらない詩?), utilizado como canción temática de la película de anime Hal.[354]
- "Seek Diamonds", utilizado como tema de cierre de la serie de anime Diamond no Ace.[355]
- "Utsukushiki Zankoku na Sekai" (美しき残酷な世界?), utilizado como tema de cierre de la OVA de anime Shingeki no Kyojin: Ilse no Techō.[356]
- "EX:FUTURIZE", utilizado como tema de apertura de la serie de anime Z/X Ignition.[357]
- "Rhythm Dimension" junto a Shiina-Tactix.[358]

A continuación se muestran álbumes bajo su propio nombre.
- Glamorous Songs (17 de julio de 2013)
- Couleur (3 de septiembre de 2014)

## Trabajos citados
- «PICK-UP FRESH VOICE ACTRESS». 声優プリンセス. デラックス近代映画 (en japonés). 近代映画社. 7 de 2009. pp. 79-81. ISBN 978-4-7648-7153-3.